# Lijst van gemeentelijke monumenten in Amsterdam-Centrum
Het stadsdeel Amsterdam-Centrum telde in het jaar 2000 een aantal van 945 gemeentelijke monumenten, waarvan hieronder een overzicht.

## Burgwallen-Nieuwe Zijde
De wijk Burgwallen-Nieuwe Zijde met wijkcode A01, kent 108 gemeentelijke monumenten. Zie hiervoor de lijst van gemeentelijke monumenten in Burgwallen-Nieuwe Zijde.

## Burgwallen-Oude Zijde
De wijk Burgwallen-Oude Zijde met wijkcode A00, kent 81 gemeentelijke monumenten. Zie hiervoor de lijst van gemeentelijke monumenten in Burgwallen-Oude Zijde.

## De Weteringschans
De buurtcombinatie De Weteringschans (A07), begrensd door Singelgracht, Leidsegracht, Prinsengracht en Amstel, is een papieren, statistische onderverdeling, waarin nogal verschillende buurten zijn opgenomen, zoals de Leidsebuurt en de Weteringbuurt. Binnen de grenzen van de buurtcombinatie bevinden zich ongeveer 100 gemeentelijke monumenten.
| Object                                                | Bouwjaar   | Architect               | Locatie                                                           | Coördinaten                   | Nr.         | Afbeelding                             |
| ----------------------------------------------------- | ---------- | ----------------------- | ----------------------------------------------------------------- | ----------------------------- | ----------- | -------------------------------------- |
| Twee gespiegelde appartementengebouwen                |            |                         | Fokke Simonszstraat 27-28, Nieuwe Looiersstraat 68-70             | 52° 21' 39" NB, 4° 53' 34" OL | 0363/WN0133 | Twee gespiegelde appartementengebouwen |
| St. Antonius-school en St. Willibrordus-patronaat     |            |                         | Fokke Simonszstraat 45 t/m 49, Nieuwe Looiersstraat 100           | 52° 21' 38" NB, 4° 53' 39" OL | 0363/WN0134 | Meer afbeeldingen                      |
| Dubbel woonhuis                                       |            |                         | Nicolaas Witsenkade 19-20                                         | 52° 21' 30" NB, 4° 53' 42" OL | 0363/WN0457 | Dubbel woonhuis                        |
| Woonhuis                                              |            |                         | Nicolaas Witsenkade 21                                            | 52° 21' 30" NB, 4° 53' 43" OL | 0363/WN0458 | Woonhuis                               |
| Woonhuis in Neorenaissance XIXB stijl                 | 1891       | Langhout, W.            | Nicolaas Witsenkade 22                                            | 52° 21' 30" NB, 4° 53' 43" OL | 0363/WN0459 | Woonhuis in Neorenaissance XIXB stijl  |
| Woningen in Neorenaissance XIXB stijl                 | 1890       |                         | Nicolaas Witsenkade 29, Nicolaas Witsenstraat 20                  | 52° 21' 30" NB, 4° 53' 45" OL | 0363/WN0460 | Woningen in Neorenaissance XIXB stijl  |
| Rij met drie panden met Woningen in eclectische stijl | 1871       | Jean Servais            | Nicolaas Witsenkade 39-45 Huidekoperstraat 32                     | 52° 21' 30" NB, 4° 53' 52" OL | 0363/WN0460 | Meer afbeeldingen                      |
|                                                       |            |                         | Nieuwe Looiersdwarsstraat 9-17, Nieuwe Looiersstraat              | 52° 21' 39" NB, 4° 53' 33" OL | 0363/WN0481 |                                        |
|                                                       |            |                         | Nieuwe Looiersstraat 9                                            | 52° 21' 39" NB, 4° 53' 32" OL | 0363/WN0482 | Meer afbeeldingen                      |
| Gebouw met eenkamerwoningen; Hilmanhofje              | 1875.      | Nicolaas Redeker Bisdom | Nieuwe Looiersstraat 146-152                                      | 52° 21' 37" NB, 4° 53' 44" OL | 0363/WN0483 | Upload foto                            |
|                                                       |            |                         | Noorderdwarsstraat 1-3                                            | 52° 21' 41" NB, 4° 53' 39" OL | 0363/WN0549 |                                        |
|                                                       |            |                         | Noorderdwarsstraat 11, Noorderstraat 59a                          | 52° 21' 41" NB, 4° 53' 38" OL | 0363/WN0550 |                                        |
|                                                       |            |                         | Noorderstraat 90                                                  | 52° 21' 40" NB, 4° 53' 45" OL | 0363/WN0553 | Upload foto                            |
| Woonhuis in Verstrakte Amsterdamse School stijl       | 1920       |                         | Prinsengracht 688                                                 | 52° 21' 42" NB, 4° 53' 37" OL | 0363/WN0674 | Upload foto                            |
|                                                       |            |                         | Prinsengracht 696                                                 | 52° 21' 42" NB, 4° 53' 38" OL | 0363/WN0675 |                                        |
|                                                       |            |                         | Prinsengracht 720                                                 | 52° 21' 41" NB, 4° 53' 42" OL | 0363/WN0679 | Upload foto                            |
|                                                       |            |                         | Prinsengracht 730-736                                             | 52° 21' 41" NB, 4° 53' 43" OL | 0363/WN0680 | Upload foto                            |
|                                                       |            |                         | Reguliersgracht 104, Noorderstraat 97-117                         | 52° 21' 40" NB, 4° 53' 42" OL | 0363/WN0712 |                                        |
| Woonhuis in Eclecticisme stijl                        | Circa 1860 |                         | Reguliersgracht 120                                               | 52° 21' 38" NB, 4° 53' 45" OL | 0363/WN0714 | Upload foto                            |
|                                                       |            |                         | Reguliersgracht 130                                               | 52° 21' 37" NB, 4° 53' 45" OL | 0363/WN0715 | Upload foto                            |
| Woningen in Neorenaissance XIXB stijl                 | 1892       | Langhout, W.            | Tweede Weteringplantsoen 1-13, Weteringschans 66, Den Texstraat 1 | 52° 21' 34" NB, 4° 53' 35" OL | 0363/WN0897 | Woningen in Neorenaissance XIXB stijl  |

### Weteringschans
Aan de straat Weteringschans liggen verscheidene gemeentelijke monumenten, waaronder:
| Object                                                    | Bouwjaar                 | Architect                  | Locatie                                     | Coördinaten                   | Nr.         | Afbeelding        |
| --------------------------------------------------------- | ------------------------ | -------------------------- | ------------------------------------------- | ----------------------------- | ----------- | ----------------- |
| Woonhuis in eclectische stijl                             | 1895                     | Jan van Looy               | Weteringschans 91                           | 52° 21' 40" NB, 4° 53' 14" OL | 0363/WN0901 | Meer afbeeldingen |
|                                                           | 1897-1899                | Ernst Roest                | Weteringschans 93                           | 52° 21' 40" NB, 4° 53' 15" OL | 0363/WN0903 | Meer afbeeldingen |
|                                                           |                          |                            | Weteringschans 95-97                        | 52° 21' 40" NB, 4° 53' 15" OL | 0363/WN0905 |                   |
|                                                           |                          |                            | Weteringschans 72-74                        | 52° 21' 34" NB, 4° 53' 37" OL | 0363/WN0898 | Upload foto       |
|                                                           |                          |                            | Weteringschans 88-90                        | 52° 21' 33" NB, 4° 53' 41" OL | 0363/WN0900 | Upload foto       |
|                                                           |                          |                            | Weteringschans 92                           | 52° 21' 34" NB, 4° 53' 41" OL | 0363/WN0902 | Upload foto       |
| Woonhuis in neorenaissance-stijl met Jugendstil invloeden | 1895                     | Venemans, G.J.             | Weteringschans 94                           | 52° 21' 33" NB, 4° 53' 41" OL | 0363/WN0904 | Upload foto       |
|                                                           |                          |                            | Weteringschans 96                           | 52° 21' 33" NB, 4° 53' 42" OL | 0363/WN0906 | Upload foto       |
|                                                           |                          |                            | Weteringschans 104                          | 52° 21' 33" NB, 4° 53' 44" OL | 0363/WN0908 | Upload foto       |
| Woonhuis in norenaissance XIXB stijl                      | 1890                     | Langhout, W.               | Weteringschans 106                          | 52° 21' 33" NB, 4° 53' 44" OL | 0363/WN0909 | Upload foto       |
| Woonhuis (?) in neorenaissance XIXB stijl                 | 1890                     | Cuypers, Ed.               | Weteringschans 108                          | 52° 21' 33" NB, 4° 53' 45" OL | 0363/WN0910 | Upload foto       |
|                                                           |                          |                            | Weteringschans 193-195                      | 52° 21' 34" NB, 4° 53' 37" OL | 0363/WN0914 |                   |
|                                                           |                          |                            | Weteringschans 219-223                      | 52° 21' 34" NB, 4° 53' 40" OL | 0363/WN0915 | Meer afbeeldingen |
|                                                           |                          |                            | Weteringschans 225                          | 52° 21' 34" NB, 4° 53' 41" OL | 0363/WN0916 | Meer afbeeldingen |
| Gebouw in neorenaissance XIXB stijl                       | 2e kwart van de 19e eeuw | Cuypers, Ed., Langhout, W. | Weteringschans 257, Reguliersgracht 138-142 | 52° 21' 34" NB, 4° 53' 46" OL | 0363/WN0917 | Meer afbeeldingen |
|                                                           |                          |                            | Weteringschans 227-229                      | 52° 21' 34" NB, 4° 53' 41" OL | 0363/WN0918 | Upload foto       |
|                                                           |                          |                            | Weteringschans 231-233                      | 52° 21' 34" NB, 4° 53' 42" OL | 0363/WN0919 | Upload foto       |
|                                                           |                          |                            | Weteringschans 241                          | 52° 21' 34" NB, 4° 53' 43" OL | 0363/WN0920 | Meer afbeeldingen |
| Woningen in neorenaissance XIXB stijl                     | 1880                     |                            | Weteringschans 243                          | 52° 21' 34" NB, 4° 53' 44" OL | 0363/WN0921 | Meer afbeeldingen |
| Woningen in neorenaissance XIXB stijl                     | 1880                     |                            | Weteringschans 245                          | 52° 21' 34" NB, 4° 53' 44" OL | 0363/WN0922 | Meer afbeeldingen |
|                                                           |                          |                            | Weteringschans 247-251                      | 52° 21' 34" NB, 4° 53' 44" OL | 0363/WN0923 | Meer afbeeldingen |
| Woonhuis (?) in neorenaissance XIXB stijl                 | 1891                     | Langhout, W.               | Weteringschans 253                          | 52° 21' 34" NB, 4° 53' 45" OL | 0363/WN0924 | Meer afbeeldingen |
| Weteringschans 26-28 Kantoor "Peper en Zout"              | 1977-1980                | Frans van Gool             | Weteringschans 26                           | 52° 21' 39" NB, 4° 53' 13" OL | 0363/       | Meer afbeeldingen |
| Weteringschans 26-28 Kantoor "Peper en Zout"              | 1977-1980                | Frans van Gool             | Weteringschans 28                           | 52° 21' 38" NB, 4° 53' 15" OL | 0363/       | Meer afbeeldingen |

### Leidsebuurt
In de Amsterdamse Leidsebuurt, begrensd door Leidsegracht, Singelgracht, Spiegelgracht en Prinsengracht, bevinden zich een aantal gemeentelijke monumenten:
| Object                                                                               | Bouwjaar                  | Architect                 | Locatie                                                      | Coördinaten                   | Nr.         | Afbeelding                                                                           |
| ------------------------------------------------------------------------------------ | ------------------------- | ------------------------- | ------------------------------------------------------------ | ----------------------------- | ----------- | ------------------------------------------------------------------------------------ |
| De Balie                                                                             | 1891/2                    | Willem Cornelis Metzelaar | Kleine-Gartmanplantsoen 10, Hirschpassage                    | 52° 21' 47" NB, 4° 52' 57" OL | 0363/WN0317 | De Balie                                                                             |
| City Theater                                                                         | 1934/1945                 | Jan Wils                  | Kleine-Gartmanplantsoen 15-19, Korte Leidsedwarsstraat 38-42 | 52° 21' 49" NB, 4° 53' 2" OL  | 0363/WN0318 | City Theater                                                                         |
|                                                                                      |                           |                           | Korte Leidsedwarsstraat 119-121, Leidsekruisstraat 25-31     | 52° 21' 48" NB, 4° 53' 6" OL  | 0363/WN0328 |                                                                                      |
|                                                                                      |                           |                           | Leidsegracht 45                                              | 52° 21' 59" NB, 4° 53' 2" OL  | 0363/WN0368 | Upload foto                                                                          |
|                                                                                      |                           |                           | Leidsegracht 78                                              | 52° 21' 58" NB, 4° 52' 55" OL | 0363/WN0369 |                                                                                      |
|                                                                                      |                           |                           | Leidsegracht 92                                              | 52° 21' 57" NB, 4° 52' 53" OL | 0363/WN0370 | Upload foto                                                                          |
|                                                                                      |                           |                           | Leidsegracht 94a                                             | 52° 21' 57" NB, 4° 52' 53" OL | 0363/WN0371 | Upload foto                                                                          |
|                                                                                      |                           |                           | Leidsegracht 96                                              | 52° 21' 57" NB, 4° 52' 53" OL | 0363/WN0372 | Upload foto                                                                          |
|                                                                                      |                           |                           | Leidsegracht 98                                              | 52° 21' 57" NB, 4° 52' 52" OL | 0363/WN0373 | Upload foto                                                                          |
|                                                                                      |                           |                           | Leidseplein 1-3, Leidsestraat 103-109                        | 52° 21' 52" NB, 4° 53' 1" OL  | 0363/WN0383 |                                                                                      |
| Koffiehuis en 3 bovenwoningen D'Orange in neorenaissance XIXB-stijl                  | 1879                      |                           | Leidseplein 2, Leidsestraat                                  | 52° 21' 52" NB, 4° 52' 59" OL | 0363/WN0384 | Koffiehuis en 3 bovenwoningen D'Orange in neorenaissance XIXB-stijl                  |
|                                                                                      |                           |                           | Leidseplein 11-17                                            | 52° 21' 51" NB, 4° 53' 0" OL  | 0363/WN0385 |                                                                                      |
| Kunstwinkel in neorenaissance XIXB-stijl                                             | 1888                      |                           | Leidsestraat 59, Kerkstraat                                  | 52° 21' 56" NB, 4° 53' 8" OL  | 0363/WN0390 | Kunstwinkel in neorenaissance XIXB-stijl                                             |
| Winkel-bewoning in traditioneel bouwen met art-nouveau-invloed in detailleringsstijl | 1899                      |                           | Leidsestraat 87                                              | 52° 21' 53" NB, 4° 53' 3" OL  | 0363/WN0391 | Winkel-bewoning in traditioneel bouwen met art-nouveau-invloed in detailleringsstijl |
| Winkel-bewoning in art-nouveaustijl                                                  | 1895                      | Caron, I.M.J.             | Leidsestraat 94                                              | 52° 21' 53" NB, 4° 53' 2" OL  | 0363/WN0392 | Winkel-bewoning in art-nouveaustijl                                                  |
| Winkel/woonhuis in eclecticische stijl met neorenaissance elementen in de decoratie  | 1871                      | Hamer, P.J. (verbouw)     | Leidsestraat 95                                              | 52° 21' 53" NB, 4° 53' 2" OL  | 0363/WN0393 | Winkel/woonhuis in eclecticische stijl met neorenaissance elementen in de decoratie  |
| Winkel/woonhuis in (invloed) rationalisme- en art-nouveaustijl                       | 1902 (?)                  |                           | Leidsestraat 97, Lange Leidsedwarsstraat                     | 52° 21' 53" NB, 4° 53' 2" OL  | 0363/WN0394 | Upload foto                                                                          |
|                                                                                      |                           |                           | Leidsestraat 106-108                                         | 52° 21' 52" NB, 4° 52' 60" OL | 0363/WN0395 | Upload foto                                                                          |
|                                                                                      |                           |                           | Lijnbaansgracht 259-260, Korte Leidsedwarsstraat             | 52° 21' 44" NB, 4° 53' 10" OL | 0363/WN0411 | Upload foto                                                                          |
|                                                                                      |                           |                           | Prinsengracht 432-433, Leidsegracht, Lange Leidsedwarsstraat | 52° 21' 49" NB, 4° 53' 6" OL  | 0363/WN0658 | Upload foto                                                                          |
| Winkel-bewoning in traditioneel bouwen met neorenaissance-invloed in de detaillering | 1899 (?);gevelsteen: 1896 |                           | Leidsestraat 81, Prinsengracht 450                           | 52° 21' 53" NB, 4° 53' 3" OL  | 0363/WN0660 | Winkel-bewoning in traditioneel bouwen met neorenaissance-invloed in de detaillering |
| Gebouw in neorenaissance XIXB-stijl                                                  | Circa 1880                |                           | Prinsengracht 510                                            | 52° 21' 50" NB, 4° 53' 9" OL  | 0363/WN0663 | Upload foto                                                                          |
|                                                                                      |                           |                           | Prinsengracht 526-528                                        | 52° 21' 48" NB, 4° 53' 11" OL | 0363/WN0664 | Upload foto                                                                          |
|                                                                                      |                           |                           | Prinsengracht 540-542, Lange Leidsedwarsstraat 115-121       | 52° 21' 46" NB, 4° 53' 10" OL | 0363/WN0665 | Upload foto                                                                          |
|                                                                                      |                           |                           | Prinsengracht 554                                            | 52° 21' 46" NB, 4° 53' 14" OL | 0363/WN0666 | Upload foto                                                                          |
| Industrieschool voor Vrouw. Jeugd in eclecticistische stijl                          | 1879                      | Gendt, A.L. van           | Weteringschans 31, Ziezeniskade                              | 52° 21' 44" NB, 4° 53' 5" OL  | 0363/WN0896 | Industrieschool voor Vrouw. Jeugd in eclecticistische stijl                          |
|                                                                                      | 1881                      | Jonas Ingenohl            | Weteringschans 77 Weteringschans 79                          | 52° 21' 41" NB, 4° 53' 12" OL | 0363/WN0899 |                                                                                      |

#### Marnixstraat/Leidsekade-zuid
Zuidelijk deel van de Marnixstraat en van de Leidsekade (postcode 1017), is deel van de Leidsebuurt.
(De rest van de Marnixstraat en Leidsekade, met postcodes 1015 en 1016, valt onder de wijk/buurtcombinatie Jordaan, zie betreffende lijst).
Gemeentelijke monumenten:
| Object                                                      | Bouwjaar   | Architect              | Locatie              | Coördinaten                   | Nr.         | Afbeelding                                            |
| ----------------------------------------------------------- | ---------- | ---------------------- | -------------------- | ----------------------------- | ----------- | ----------------------------------------------------- |
| Woonhuis in neorenaissance XIXB-stijl met blauwe tegelfries | 1887       | Jacob van den Ban      | Leidsekade 76        | 52° 21' 54" NB, 4° 52' 48" OL | 0363/WN0377 | Meer afbeeldingen                                     |
| Woonhuis in neorenaissance XIXB-stijl, omgebouwd tot hotel  | 1888       | Gerrit van Arkel       | Leidsekade 77        | 52° 21' 53" NB, 4° 52' 47" OL | 0363/WN0378 | Meer afbeeldingen                                     |
| Serie van drie woonhuizen in neorenaissance XIXB-stijl      | 1885       | IJme Gerardus Bijvoets | Leidsekade 78-80     | 52° 21' 53" NB, 4° 52' 47" OL | 0363/WN0379 | Meer afbeeldingen                                     |
|                                                             |            |                        | Leidsekade 81-86     | 52° 21' 53" NB, 4° 52' 47" OL | 0363/WN0380 |                                                       |
|                                                             |            |                        | Leidsekade 87-89     | 52° 21' 51" NB, 4° 52' 47" OL | 0363/WN0381 |                                                       |
| woonhuis                                                    | 1872       | T. van den Oever       | Leidsekade 102       | 52° 21' 47" NB, 4° 52' 55" OL | 0363/WN0382 | Meer afbeeldingen                                     |
| Gebouw in neorenaissance XIXB met Jugendstil onderpui       | Circa 1884 | Cuypers, Ed.           | Marnixstraat 396     | 52° 21' 53" NB, 4° 52' 50" OL | 0363/WN0445 | Gebouw in neorenaissance XIXB met Jugendstil onderpui |
|                                                             |            |                        | Marnixstraat 398-400 | 52° 21' 52" NB, 4° 52' 51" OL | 0363/WN0446 |                                                       |

### Weteringbuurt
In de Weteringbuurt, begrensd door Singelgracht, Spiegelgracht, Prinsengracht en Vijzelgracht, bevinden zich enkele gemeentelijke monumenten, waaronder:
| Object                                                                                         | Bouwjaar   | Architect       | Locatie                                      | Coördinaten                   | Nr.         | Afbeelding                            |
| ---------------------------------------------------------------------------------------------- | ---------- | --------------- | -------------------------------------------- | ----------------------------- | ----------- | ------------------------------------- |
|                                                                                                |            |                 | Derde Weteringdwarsstraat 8-10               | 52° 21' 40" NB, 4° 53' 21" OL | 0363/WN0092 | Upload foto                           |
|                                                                                                |            |                 | Derde Weteringdwarsstraat 15                 | 52° 21' 40" NB, 4° 53' 23" OL | 0363/WN0093 | Upload foto                           |
| Hofje met woningen Schuylenburch van Heemskerkhofje in Traditionele baksteenarchitectuur stijl | Circa 1890 |                 | Derde Weteringdwarsstraat 25                 | 52° 21' 40" NB, 4° 53' 27" OL | 0363/WN0094 | Upload foto                           |
|                                                                                                |            |                 | Eerste Weteringdwarsstraat 62-68             | 52° 21' 42" NB, 4° 53' 26" OL | 0363/WN0104 | Upload foto                           |
| Woonhuis in neorenaissance XIXB-stijl                                                          | 1883       | Langhout, W.    | Eerste Weteringplantsoen 6                   | 52° 21' 34" NB, 4° 53' 21" OL | 0363/WN0105 | Woonhuis in neorenaissance XIXB-stijl |
|                                                                                                |            |                 | Eerste Weteringplantsoen 8-10                | 52° 21' 33" NB, 4° 53' 22" OL | 0363/WN0106 |                                       |
|                                                                                                |            |                 | Lijnbaansgracht 289                          | 52° 21' 41" NB, 4° 53' 15" OL | 0363/WN0412 | Upload foto                           |
|                                                                                                |            |                 | Lijnbaansgracht 290                          | 52° 21' 41" NB, 4° 53' 16" OL | 0363/WN0413 |                                       |
|                                                                                                |            |                 | Lijnbaansgracht 296                          | 52° 21' 41" NB, 4° 53' 17" OL | 0363/WN0414 | Upload foto                           |
|                                                                                                |            |                 | Prinsengracht 572                            | 52° 21' 45" NB, 4° 53' 17" OL | 0363/WN0667 | Upload foto                           |
|                                                                                                |            |                 | Prinsengracht 600, Weteringstraat 1          | 52° 21' 44" NB, 4° 53' 21" OL | 0363/WN0669 | Upload foto                           |
| Woonhuis in neorenaissance XIXB-stijl                                                          | 1886-1887  | Boekshoorn, H.  | Prinsengracht 608                            | 52° 21' 44" NB, 4° 53' 22" OL | 0363/WN0670 | Upload foto                           |
| Kantoor in traditionalisme-stijl                                                               | 1920       | Anton J. Joling | Prinsengracht 612                            | 52° 21' 44" NB, 4° 53' 23" OL | 0363/WN0671 | Upload foto                           |
|                                                                                                |            |                 | Prinsengracht 642                            | 52° 21' 44" NB, 4° 53' 27" OL | 0363/WN0672 | Upload foto                           |
| Winkel-bovenwoning in overgang rationalisme en traditionalisme                                 | 1913       | Warners, F.A.   | Spiegelgracht 15, Eerste Weteringdwarsstraat | 52° 21' 44" NB, 4° 53' 16" OL | 0363/WN0801 | Upload foto                           |
|                                                                                                |            |                 | Weteringschans 99                            | 52° 21' 39" NB, 4° 53' 15" OL | 0363/WN0907 | Upload foto                           |
|                                                                                                |            |                 | Weteringschans 133-137                       | 52° 21' 37" NB, 4° 53' 21" OL | 0363/WN0912 | Upload foto                           |

### Frederikspleinbuurt
In de Frederikspleinbuurt, rond het Frederiksplein en de Utrechtsedwarsstraat, tussen Amstel, Singelgracht, Reguliersgracht en Prinsengracht, bevinden zich gemeentelijke monumenten:
| Object                                                                                 | Bouwjaar                 | Architect                      | Locatie                                           | Coördinaten                   | Nr.         | Afbeelding                                                                             |
| -------------------------------------------------------------------------------------- | ------------------------ | ------------------------------ | ------------------------------------------------- | ----------------------------- | ----------- | -------------------------------------------------------------------------------------- |
| voormalige politiepost                                                                 | 1897                     | Dienst der Publieke Werken     | Achtergracht 11F                                  | 52° 21' 40" NB, 4° 54' 4" OL  | 0363/WN0001 | voormalige politiepost                                                                 |
| Sponswasserij                                                                          | 1916                     | Elte, H. & G.F. Mastenbroek    | Achtergracht 17-19                                | 52° 21' 41" NB, 4° 54' 5" OL  | 0363/WN0001 | Meer afbeeldingen                                                                      |
| Woning met erker voor een van de firmanten van de sponswasserij                        | 1916                     | Elte, H. & G.F. Mastenbroek    | Achtergracht 33                                   | 52° 21' 42" NB, 4° 54' 7" OL  | 0363/WN0002 | Woning met erker voor een van de firmanten van de sponswasserij                        |
| tot 1938 hotel uitslaande brand na 1938 woonhuis                                       | 1938                     | C. Paans                       | Amstel 314, Achtergracht 47                       | 52° 21' 42" NB, 4° 54' 9" OL  | 0363/WN0015 | Meer afbeeldingen                                                                      |
| Drie herenhuizen                                                                       | 1869                     | Coenraad Wiegand               | Falckstraat 10-14, Huidekoperstraat               | 52° 21' 36" NB, 4° 53' 51" OL | 0363/WN0131 | Drie herenhuizen                                                                       |
|                                                                                        |                          |                                | Falckstraat 11-13                                 | 52° 21' 38" NB, 4° 53' 49" OL | 0363/WN0132 |                                                                                        |
|                                                                                        |                          |                                | Frederiksplein 16-18                              | 52° 21' 39" NB, 4° 53' 55" OL | 0363/WN0135 |                                                                                        |
|                                                                                        |                          |                                | Frederiksplein 20                                 | 52° 21' 39" NB, 4° 53' 54" OL | 0363/WN0136 |                                                                                        |
|                                                                                        |                          |                                | Frederiksplein 24                                 | 52° 21' 39" NB, 4° 53' 54" OL | 0363/WN0137 |                                                                                        |
| Gebouw in neorenaissance XIXB-stijl Ondergevel afgebeeld                               | 1883                     | Groenendijk, H.                | Frederiksplein 26                                 | 52° 21' 39" NB, 4° 53' 53" OL | 0363/WN0138 | Gebouw in neorenaissance XIXB-stijlOndergevel afgebeeld                                |
| Woonhuis in neorenaissance XIXB-stijl                                                  | 1877                     | Cruyff & Schouten              | Frederiksplein 28                                 | 52° 21' 39" NB, 4° 53' 53" OL | 0363/WN0139 | Woonhuis in neorenaissance XIXB-stijl                                                  |
| Gebouw in neorenaissance XIXB-stijl                                                    | 1869                     | Soum, G.R.                     | Frederiksplein 34, Falckstraat                    | 52° 21' 37" NB, 4° 53' 53" OL | 0363/WN0140 | Gebouw in neorenaissance XIXB-stijl                                                    |
|                                                                                        |                          |                                | Frederiksplein 36-38                              | 52° 21' 37" NB, 4° 53' 53" OL | 0363/WN0141 |                                                                                        |
| Bedrijfsruimte in neoclassicisme met top in chaletstijl                                | 1869                     | Johan Heinrich Schmitz         | Frederiksplein 40                                 | 52° 21' 36" NB, 4° 53' 53" OL | 0363/WN0142 | Bedrijfsruimte in neoclassicisme met top in chaletstijl                                |
|                                                                                        |                          |                                | Frederiksplein 47-49, Maarten Jansz. Kosterstraat | 52° 21' 39" NB, 4° 54' 10" OL | 0363/WN0143 |                                                                                        |
| Woonhuis in neorenaissance XIXB-stijl                                                  | 1868                     |                                | Frederiksplein 51                                 | 52° 21' 37" NB, 4° 54' 4" OL  | 0363/WN0144 | Woonhuis in neorenaissance XIXB-stijl                                                  |
|                                                                                        |                          |                                | Frederiksplein 52                                 | 52° 21' 35" NB, 4° 53' 53" OL | 0363/WN0145 |                                                                                        |
| Winkel-bewoning in neorenaissance XIXB-stijl (behalve de benedenpui; deze is moderner) | 1869                     |                                | Frederiksplein 54, Weteringschans 275             | 52° 21' 37" NB, 4° 53' 55" OL | 0363/WN0146 | Winkel-bewoning in neorenaissance XIXB-stijl (behalve de benedenpui; deze is moderner) |
| Woonhuizen met groene glazuurstenen                                                    | 1896                     | Harmanus Hendrikus Baanders    | Nicolaas Witsenkade 33-36                         | 52° 21' 30" NB, 4° 53' 48" OL | 0363/WN0461 | Meer afbeeldingen                                                                      |
| woon/winkelhuizen                                                                      | 1891                     |                                | Pieter Pauwstraat 6-22                            | 52° 21' 33" NB, 4° 53' 50" OL | 0363/WN0606 | Meer afbeeldingen                                                                      |
|                                                                                        |                          |                                | Prinsengracht 754                                 | 52° 21' 41" NB, 4° 53' 48" OL | 0363/WN0681 | Upload foto                                                                            |
|                                                                                        |                          |                                | Prinsengracht 770-772                             | 52° 21' 42" NB, 4° 53' 51" OL | 0363/WN0682 | Upload foto                                                                            |
| Woonhuis in neorenaissance XIXB-stijl                                                  | Circa 1880               |                                | Prinsengracht 774                                 | 52° 21' 42" NB, 4° 53' 51" OL | 0363/WN0683 | Upload foto                                                                            |
| Woonhuis in art-nouveaustijl                                                           | 1903                     |                                | Prinsengracht 802                                 | 52° 21' 42" NB, 4° 53' 54" OL | 0363/WN0684 | Upload foto                                                                            |
|                                                                                        |                          |                                | Prinsengracht 842                                 | 52° 21' 44" NB, 4° 54' 2" OL  | 0363/WN0686 | Upload foto                                                                            |
|                                                                                        |                          |                                | Prinsengracht 860                                 | 52° 21' 44" NB, 4° 54' 4" OL  | 0363/WN0687 | Upload foto                                                                            |
| Onderwijzerswoning in neoclassicisme XIXB-stijl                                        |                          |                                | Reguliersgracht 109                               | 52° 21' 36" NB, 4° 53' 47" OL | 0363/WN0713 | Onderwijzerswoning in neoclassicisme XIXB-stijl                                        |
| Onderwijzerswoning in neoclassicisme XIXB-stijl                                        |                          |                                | Reguliersgracht 111-115, Weteringschans 259       | 52° 21' 36" NB, 4° 53' 47" OL | 0363/WN0713 | Upload foto                                                                            |
| Woningen in neorenaissance XIXB-stijl                                                  | 1880                     | Wolff, J.P.                    | Sarphatikade 13, Achter Oosteinde                 | 52° 21' 33" NB, 4° 54' 11" OL | 0363/WN0752 | Woningen in neorenaissance XIXB-stijl                                                  |
|                                                                                        |                          |                                | Sarphatistraat 4, Achter Oosteinde                | 52° 21' 34" NB, 4° 54' 8" OL  | 0363/WN0753 |                                                                                        |
|                                                                                        | 1878                     |                                | Sarphatistraat 6                                  | 52° 21' 35" NB, 4° 54' 8" OL  | 0363/WN0754 |                                                                                        |
|                                                                                        |                          |                                | Sarphatistraat 8-10                               | 52° 21' 35" NB, 4° 54' 8" OL  | 0363/WN0755 |                                                                                        |
|                                                                                        |                          |                                | Sarphatistraat 12-14                              | 52° 21' 35" NB, 4° 54' 9" OL  | 0363/WN0755 |                                                                                        |
| woonhuizen                                                                             | 1950                     | J.C.Teunissen                  | Sarphatistraat 13                                 | 52° 21' 37" NB, 4° 54' 9" OL  | 0363/WN0756 | Meer afbeeldingen                                                                      |
| berging met drie woonetages                                                            | 1934/1935                | Cornelis Kruyswijk             | Utrechtsedwarsstraat 6-8                          | 52° 21' 39" NB, 4° 53' 48" OL | 0363/WN0838 | berging met drie woonetages                                                            |
| Schoolgebouw omgebouwd tot studio's en ateliers                                        | 1871/1885                | Dienst der Publieke Werken     | Utrechtsedwarsstraat 28-30                        | 52° 21' 40" NB, 4° 53' 50" OL | 0363/WN0839 | Schoolgebouw omgebouwd tot studio's en ateliers                                        |
|                                                                                        |                          |                                | Utrechtsedwarsstraat 102                          | 52° 21' 42" NB, 4° 54' 1" OL  | 0363/WN0840 | Upload foto                                                                            |
| Winkel-bewoning in traditioneel-bouwen-stijl                                           | 1909                     |                                | Utrechtsestraat 104, Prinsengracht                | 52° 21' 43" NB, 4° 53' 56" OL | 0363/WN0850 | Upload foto                                                                            |
| Gebouw met begane grond in art nouveaustijl (middelste gebouw                          | verbouwing 1903          | J.H. Box                       | Utrechtsestraat 129                               | 52° 21' 42" NB, 4° 53' 57" OL | 0363/WN0851 | Gebouw met begane grond in art nouveaustijl (middelste gebouw                          |
| Gebouw verbouwd naar art nouveaustijl                                                  | 1901                     | G. Boon                        | Utrechtsestraat 132                               | 52° 21' 41" NB, 4° 53' 57" OL | 0363/WN0852 | Meer afbeeldingen                                                                      |
| winkelpand, diverse verbouwingen (witte pand in het midden)                            | 1896-1904                | J.H. Box D.H.R. Otto           | Utrechtsestraat 134                               | 52° 21' 40" NB, 4° 53' 57" OL | 0363/WN0853 | winkelpand, diverse verbouwingen (witte pand in het midden)                            |
| Dubbel herenhuis linker deel                                                           | 1890                     | Herman Gerard Jansen Z. Deenik | Weteringschans 128                                | 52° 21' 33" NB, 4° 53' 49" OL | 0363/WN0911 | Meer afbeeldingen                                                                      |
| Woningen in eclecticisme-stijl                                                         | 3e kwart van de 19e eeuw | Berken, J.G. van               | Weteringschans 136, Huidekoperstraat              | 52° 21' 33" NB, 4° 53' 52" OL | 0363/WN0913 | Upload foto                                                                            |
| Weeshuis in neorenaissance XIXB-stijl                                                  | 1883-1884                | Dolf van Gendt                 | Weteringschans 261                                | 52° 21' 34" NB, 4° 53' 50" OL | 0363/WN0925 | Meer afbeeldingen                                                                      |

## Grachtengordel
De Amsterdamse Grachtengordel wordt onderscheiden in een westelijk en een zuidelijk deel.

### Grachtengordel-West
De westelijke Grachtengordel (buurtcombinatie A02, "Grachtengordel-West"), begrensd door Singel, Brouwersgracht, Prinsengracht (en Leidsegracht of Leidsestraat) (deel van postcodegebieden 1015 en 1016), kent 152 gemeentelijke monumenten. Zie hiervoor de lijst van gemeentelijke monumenten in de Grachtengordel-West.

### Grachtengordel-Zuid
De zuidelijke Grachtengordel (buurtcombinatie A03, "Grachtengordel-Zuid"), begrensd door Singel, Amstel, Prinsengracht (en Leidsestraat of Leidsegracht) (deel van postcodegebied 1017) kent 66 gemeentelijke monumenten:
| Object                                                                            | Bouwjaar                            | Architect                            | Locatie                                              | Coördinaten                   | Nr.         | Afbeelding                                                                    |
| --------------------------------------------------------------------------------- | ----------------------------------- | ------------------------------------ | ---------------------------------------------------- | ----------------------------- | ----------- | ----------------------------------------------------------------------------- |
| Gebouw in Neorenaissance XIXB stijl                                               | 1897                                | Engelen, Th.U. van & Co.             | Reguliersbreestraat 11-13, Amstel 10                 | 52° 22' 1" NB, 4° 53' 39" OL  | 0363/WN0003 | Upload foto                                                                   |
|                                                                                   |                                     |                                      | Amstel 20-22                                         | 52° 22' 1" NB, 4° 53' 41" OL  | 0363/WN0004 | Upload foto                                                                   |
| Achterzijde Caf in Traditionele bouw invloeden van art-nouveaustijl               | 1898                                | Arkel, G. van                        | Rembrandtplein 17, Amstel 82                         | 52° 22' 1" NB, 4° 53' 47" OL  | 0363/WN0007 | Upload foto                                                                   |
|                                                                                   |                                     |                                      | Amstel 182                                           | 52° 21' 60" NB, 4° 53' 58" OL | 0363/WN0009 | Upload foto                                                                   |
|                                                                                   |                                     |                                      | Amstel 194-196                                       | 52° 21' 59" NB, 4° 53' 60" OL | 0363/WN0010 | Upload foto                                                                   |
| Winkel-woonhuis in neorenaissance- en art-nouveaustijl                            | 1900                                |                                      | Amstel 198                                           | 52° 21' 59" NB, 4° 53' 60" OL | 0363/WN0011 | Upload foto                                                                   |
|                                                                                   |                                     |                                      | Amstel 212, Herengracht 625-627                      | 52° 21' 57" NB, 4° 54' 1" OL  | 0363/WN0012 |                                                                               |
| Hendrick Jacobsz. Staetsbrug Brug 35                                              | 1732                                |                                      | bij Amstel 212, Herengracht 625-627                  | 52° 21' 56" NB, 4° 54' 2" OL  | 0363/200831 | Hendrick Jacobsz. StaetsbrugBrug 35                                           |
|                                                                                   |                                     |                                      | Amstel 278                                           | 52° 21' 47" NB, 4° 54' 7" OL  | 0363/WN0013 | Upload foto                                                                   |
|                                                                                   |                                     |                                      | Amstel 282                                           | 52° 21' 46" NB, 4° 54' 7" OL  | 0363/WN0014 | Upload foto                                                                   |
| Woonhuis in Neobarok stijl                                                        | Circa 1850                          |                                      | Amstelveld 1-3, Kerkstraat 330                       | 52° 21' 46" NB, 4° 53' 53" OL | 0363/WN0314 | Upload foto                                                                   |
|                                                                                   |                                     |                                      | Amstelstraat 12                                      | 52° 21' 58" NB, 4° 53' 53" OL | 0363/WN0016 | Upload foto                                                                   |
|                                                                                   |                                     |                                      | Amstelstraat 24-32a                                  | 52° 21' 58" NB, 4° 53' 57" OL | 0363/WN0017 | Upload foto                                                                   |
|                                                                                   |                                     |                                      | Amstelveld 9                                         | 52° 21' 45" NB, 4° 53' 53" OL | 0363/WN0018 | Upload foto                                                                   |
|                                                                                   |                                     |                                      | Amstelveld 13                                        | 52° 21' 45" NB, 4° 53' 53" OL | 0363/WN0019 | Upload foto                                                                   |
| Kantoor                                                                           | 1876                                | P.J. Hamer                           | Beulingstraat 8-10                                   | 52° 22' 5" NB, 4° 53' 14" OL  | 0363/213002 | Upload foto                                                                   |
| Verenigingsgebouw Liefdewerk "De Katechismus"                                     | 1907                                | J. Duncker                           | Beulingstraat 11                                     | 52° 22' 5" NB, 4° 53' 16" OL  | 0363/213003 | Verenigingsgebouw Liefdewerk "De Katechismus"                                 |
| Woonhuis in Eclecticisme stijl                                                    |                                     |                                      | Groenburgwal 67                                      | 52° 22' 5" NB, 4° 53' 52" OL  | 0363/WN0161 | Upload foto                                                                   |
| Winkel-bovenwoningen in verstrakte Amsterdamse School-stijl                       | 1923-1924                           | Velzen Oskan, van                    | Leidsestraat 2, Herengracht 424                      | 52° 22' 0" NB, 4° 53' 16" OL  | 0363/WN0231 | Upload foto                                                                   |
|                                                                                   |                                     |                                      | Herengracht 435-437                                  | 52° 22' 2" NB, 4° 53' 18" OL  | 0363/WN0232 | Upload foto                                                                   |
| Winkelhuis in neorenaissance XIXB-stijl                                           | 1892                                | Looy, J. van ?                       | Koningsplein 15, Herengracht 441                     | 52° 22' 0" NB, 4° 53' 20" OL  | 0363/WN0233 | Upload foto                                                                   |
|                                                                                   |                                     |                                      | Herengracht 519-525, Vijzelstraat                    | 52° 21' 53" NB, 4° 53' 33" OL | 0363/WN0234 | Upload foto                                                                   |
|                                                                                   |                                     |                                      | Herengracht 542-544                                  | 52° 21' 53" NB, 4° 53' 47" OL | 0363/WN0235 | Upload foto                                                                   |
| Winkel-woonhuis in neorenaissance XIXB-stijl                                      | 1882, herbouw winkelpanden bovenwon |                                      | Utrechtsestraat 18a, Herengracht 587                 | 52° 21' 55" NB, 4° 53' 51" OL | 0363/WN0236 | Upload foto                                                                   |
| Kantoorruimte in sobere baksteenarchitectuur                                      | 1922-1923                           | Westerman, A.J.                      | Herengracht 613                                      | 52° 21' 56" NB, 4° 53' 58" OL | 0363/WN0237 | Upload foto                                                                   |
| Woning-kantoor-werkplaats in neorenaissance XIXB-stijl                            | 1889                                |                                      | Herengracht 621                                      | 52° 21' 57" NB, 4° 53' 58" OL | 0363/WN0238 | Upload foto                                                                   |
|                                                                                   |                                     |                                      | Keizersgracht 439                                    | 52° 21' 59" NB, 4° 53' 9" OL  | 0363/WN0287 | Upload foto                                                                   |
|                                                                                   |                                     |                                      | Keizersgracht 474                                    | 52° 21' 59" NB, 4° 53' 6" OL  | 0363/WN0288 | Upload foto                                                                   |
|                                                                                   |                                     |                                      | Keizersgracht 477-479                                | 52° 21' 57" NB, 4° 53' 14" OL | 0363/WN0289 | Upload foto                                                                   |
|                                                                                   |                                     |                                      | Keizersgracht 494-496                                | 52° 21' 58" NB, 4° 53' 8" OL  | 0363/WN0290 | Upload foto                                                                   |
|                                                                                   |                                     |                                      | Keizersgracht 495                                    | 52° 21' 55" NB, 4° 53' 17" OL | 0363/WN0291 | Upload foto                                                                   |
| Gebouw in Traditioneel bouwen stijl                                               | Circa 1908                          |                                      | Keizersgracht 517                                    | 52° 21' 54" NB, 4° 53' 19" OL | 0363/WN0292 | Upload foto                                                                   |
| Winkel-woonhuis in Amsterdamse School-stijl                                       | 1926-1927                           | Cornelis Kruyswijk                   | Vijzelstraat 81, Keizersgracht 660                   | 52° 21' 49" NB, 4° 53' 33" OL | 0363/WN0293 | Meer afbeeldingen                                                             |
|                                                                                   |                                     |                                      | Keizersgracht 701                                    | 52° 21' 50" NB, 4° 53' 52" OL | 0363/WN0294 | Upload foto                                                                   |
|                                                                                   |                                     |                                      | Keizersgracht 707-709, Utrechtsestraat               | 52° 21' 49" NB, 4° 53' 54" OL | 0363/WN0295 | Upload foto                                                                   |
|                                                                                   |                                     |                                      | Keizersgracht 713-715                                | 52° 21' 51" NB, 4° 53' 54" OL | 0363/WN0296 | Upload foto                                                                   |
| Woonhuis (?) in art-nouveaustijl                                                  | 1910                                | Doorn, P.J. van                      | Keizersgracht 751                                    | 52° 21' 52" NB, 4° 54' 2" OL  | 0363/WN0297 | Upload foto                                                                   |
|                                                                                   |                                     |                                      | Keizersgracht 758                                    | 52° 21' 49" NB, 4° 53' 52" OL | 0363/WN0298 | Upload foto                                                                   |
| Melkinrichting Plancius Plancius in Neorenaissance met jugendstil invloeden stijl | 1895                                |                                      | Keizersgracht 802                                    | 52° 21' 50" NB, 4° 53' 60" OL | 0363/WN0299 | Upload foto                                                                   |
|                                                                                   |                                     |                                      | Keizersgracht 816                                    | 52° 21' 51" NB, 4° 54' 3" OL  | 0363/WN0300 | Upload foto                                                                   |
|                                                                                   |                                     |                                      | Keizersgracht 826, Amstel                            | 52° 21' 51" NB, 4° 54' 4" OL  | 0363/WN0301 | Upload foto                                                                   |
| Voormalig Rijtuig- en Zadelmagazijn Schutter & van Bakel                          | 1882                                |                                      | Kerkstraat 28-30                                     | 52° 21' 57" NB, 4° 53' 5" OL  | 0363/WN0302 | Voormalig Rijtuig- en Zadelmagazijn Schutter & van Bakel                      |
| Woonhuis in Neorenaissance XIXB stijl                                             | 1882                                | Marcus, J.C. & Zn                    | Kerkstraat 32                                        | 52° 21' 57" NB, 4° 53' 4" OL  | 0363/WN0303 | Woonhuis in Neorenaissance XIXB stijl                                         |
|                                                                                   |                                     |                                      | Kerkstraat 67-69                                     | 52° 21' 54" NB, 4° 53' 11" OL | 0363/WN0304 |                                                                               |
|                                                                                   |                                     |                                      | Kerkstraat 75                                        | 52° 21' 53" NB, 4° 53' 11" OL | 0363/WN0305 |                                                                               |
|                                                                                   |                                     |                                      | Kerkstraat 77-85                                     | 52° 21' 53" NB, 4° 53' 12" OL | 0363/WN0306 |                                                                               |
|                                                                                   |                                     |                                      | Kerkstraat 96-98                                     | 52° 21' 52" NB, 4° 53' 13" OL | 0363/WN0307 |                                                                               |
|                                                                                   |                                     |                                      | Kerkstraat 128                                       | 52° 21' 50" NB, 4° 53' 16" OL | 0363/WN0308 |                                                                               |
|                                                                                   |                                     |                                      | Kerkstraat 145                                       | 52° 21' 49" NB, 4° 53' 18" OL | 0363/WN0309 |                                                                               |
|                                                                                   |                                     |                                      | Kerkstraat 152-156                                   | 52° 21' 48" NB, 4° 53' 20" OL | 0363/WN0310 |                                                                               |
| Hoefsmederij in neorenaissance XIX-stijl                                          | 1884                                | Meilink, B.J.                        | Kerkstraat 174                                       | 52° 21' 47" NB, 4° 53' 23" OL | 0363/WN0311 | Hoefsmederij in neorenaissance XIX-stijl                                      |
|                                                                                   |                                     |                                      | Kerkstraat 211                                       | 52° 21' 47" NB, 4° 53' 27" OL | 0363/WN0312 |                                                                               |
|                                                                                   |                                     |                                      | Kerkstraat 312-314                                   | 52° 21' 45" NB, 4° 53' 40" OL | 0363/WN0313 | Upload foto                                                                   |
|                                                                                   |                                     |                                      | Kerkstraat 340                                       | 52° 21' 46" NB, 4° 53' 57" OL | 0363/WN0315 | Upload foto                                                                   |
|                                                                                   |                                     |                                      | Kerkstraat 425-427                                   | 52° 21' 48" NB, 4° 54' 1" OL  | 0363/WN0316 | Upload foto                                                                   |
| Winkel-woonhuis in eclecticisme-stijl                                             | 1880                                | Dolf van Gendt                       | Koningsplein 8 rechter gebouw op foto                | 52° 22' 2" NB, 4° 53' 20" OL  | 0363/WN0322 | Winkel-woonhuis in eclecticisme-stijl                                         |
|                                                                                   |                                     |                                      | Koningsplein 12-14 linker gebouw op foto             | 52° 22' 2" NB, 4° 53' 20" OL  | 0363/WN0323 |                                                                               |
|                                                                                   |                                     |                                      | Koningsplein 16-20, Herengracht 439                  | 52° 22' 0" NB, 4° 53' 20" OL  | 0363/WN0324 |                                                                               |
|                                                                                   |                                     |                                      | Leidsegracht 13-15                                   | 52° 22' 1" NB, 4° 53' 10" OL  | 0363/WN0365 | Upload foto                                                                   |
|                                                                                   |                                     |                                      | Leidsestraat 14                                      | 52° 21' 59" NB, 4° 53' 15" OL | 0363/WN0386 | Upload foto                                                                   |
| Magazijn in neorenaissance met jugendstil-invloeden                               | 1881                                | Arkel, G. van en W. Wilkens          | Leidsestraat 24                                      | 52° 21' 59" NB, 4° 53' 14" OL | 0363/WN0387 | Magazijn in neorenaissance met jugendstil-invloeden                           |
| Kantoor met classicistische stijlkenmerken                                        | 1926                                | Welsing, W.G.                        | Leidsestraat 54                                      | 52° 21' 56" NB, 4° 53' 8" OL  | 0363/WN0388 | Upload foto                                                                   |
| Gebouw in art-nouveau stijl                                                       | 1905                                |                                      | Leidsestraat 57                                      | 52° 21' 56" NB, 4° 53' 8" OL  | 0363/WN0389 | Upload foto                                                                   |
| Gebouw in Neorenaissance XIXB stijl                                               | 1885-1887                           | Springer, W.                         | Muntplein 12                                         | 52° 22' 1" NB, 4° 53' 35" OL  | 0363/WN0449 | Upload foto                                                                   |
|                                                                                   |                                     |                                      | Nieuwe Spiegelstraat 2-2a                            | 52° 21' 55" NB, 4° 53' 24" OL | 0363/WN0499 | Upload foto                                                                   |
|                                                                                   |                                     |                                      | Nieuwe Spiegelstraat 8-18                            | 52° 21' 53" NB, 4° 53' 23" OL | 0363/WN0500 | Upload foto                                                                   |
|                                                                                   |                                     |                                      | Nieuwe Spiegelstraat 32                              | 52° 21' 50" NB, 4° 53' 20" OL | 0363/WN0501 | Upload foto                                                                   |
|                                                                                   |                                     |                                      | Nieuwe Spiegelstraat 53                              | 52° 21' 47" NB, 4° 53' 19" OL | 0363/WN0502 |                                                                               |
|                                                                                   |                                     |                                      | Nieuwe Spiegelstraat 55                              | 52° 21' 47" NB, 4° 53' 18" OL | 0363/WN0503 |                                                                               |
| Winkel/bovenwoningen in Nieuwe Zakelijkheid stijl                                 | 1922                                | Kleinhout, G.H. & A.J. van de Steur  | Nieuwe Spiegelstraat 61                              | 52° 21' 47" NB, 4° 53' 18" OL | 0363/WN0504 | Winkel/bovenwoningen in Nieuwe Zakelijkheid stijl                             |
|                                                                                   |                                     |                                      | Nieuwe Spiegelstraat 67, Prinsengracht               | 52° 21' 46" NB, 4° 53' 18" OL | 0363/WN0505 | Meer afbeeldingen                                                             |
| Kantoor;bovenwoningen (drie) in Traditionele baksteenarchitectuur stijl           | 1935                                | Brouwer, J.                          | Prinsengracht 653                                    | 52° 22' 2" NB, 4° 52' 58" OL  | 0363/WN0673 | Upload foto                                                                   |
|                                                                                   |                                     |                                      | Prinsengracht 703-705                                | 52° 21' 55" NB, 4° 53' 4" OL  | 0363/WN0676 | Upload foto                                                                   |
| Winkelhuis en bovenwoning in Rationalisme met jugendstildetaillering stijl        | 1899                                | Gendt, A.L. van                      | Prinsengracht 707, Leidsestraat 80                   | 52° 21' 55" NB, 4° 53' 5" OL  | 0363/WN0677 | Upload foto                                                                   |
|                                                                                   |                                     |                                      | Prinsengracht 709-713                                | 52° 21' 54" NB, 4° 53' 6" OL  | 0363/WN0678 | Upload foto                                                                   |
| Winkel-woonhuis in art-nouveaustijl                                               | 1904                                | P. Heyn                              | Prinsengracht 821                                    | 52° 21' 46" NB, 4° 53' 20" OL | 0363/WN0685 | Upload foto                                                                   |
|                                                                                   |                                     |                                      | Prinsengracht 911-915                                | 52° 21' 45" NB, 4° 53' 26" OL | 0363/WN0688 | Upload foto                                                                   |
|                                                                                   |                                     |                                      | Prinsengracht 917-919                                | 52° 21' 45" NB, 4° 53' 27" OL | 0363/WN0689 | Upload foto                                                                   |
|                                                                                   |                                     |                                      | Prinsengracht 921                                    | 52° 21' 45" NB, 4° 53' 28" OL | 0363/WN0690 | Upload foto                                                                   |
| School Elisabeth Wolff in neorenaissance XIXB-stijl                               | 1883                                | Springer, W.                         | Prinsengracht 927                                    | 52° 21' 45" NB, 4° 53' 29" OL | 0363/WN0691 | Upload foto                                                                   |
|                                                                                   |                                     |                                      | Prinsengracht 981                                    | 52° 21' 44" NB, 4° 53' 31" OL | 0363/WN0692 | Upload foto                                                                   |
|                                                                                   |                                     |                                      | Prinsengracht 1011-1015                              | 52° 21' 43" NB, 4° 53' 40" OL | 0363/WN0693 | Upload foto                                                                   |
|                                                                                   |                                     |                                      | Prinsengracht 1103                                   | 52° 21' 45" NB, 4° 54' 3" OL  | 0363/WN0694 | Upload foto                                                                   |
|                                                                                   | 1888                                | Evert Breman                         | Reguliersbreestraat 1                                | 52° 22' 1" NB, 4° 53' 38" OL  | 0363/WN0707 |                                                                               |
|                                                                                   |                                     |                                      | Reguliersbreestraat 42                               | 52° 21' 59" NB, 4° 53' 44" OL | 0363/WN0708 | Upload foto                                                                   |
| Gebouw in Traditioneel bouwen stijl                                               | 1912                                |                                      | Reguliersdwarsstraat 10                              | 52° 21' 59" NB, 4° 53' 26" OL | 0363/WN0709 | Upload foto                                                                   |
|                                                                                   |                                     |                                      | Reguliersdwarsstraat 32-34                           | 52° 21' 59" NB, 4° 53' 27" OL | 0363/WN0710 | Upload foto                                                                   |
|                                                                                   |                                     |                                      | Reguliersdwarsstraat 90-92                           | 52° 21' 57" NB, 4° 53' 39" OL | 0363/WN0711 | Upload foto                                                                   |
|                                                                                   |                                     |                                      | Rembrandtplein 26                                    | 52° 21' 56" NB, 4° 53' 47" OL | 0363/WN0716 | Upload foto                                                                   |
|                                                                                   |                                     |                                      | Rembrandtplein 44                                    | 52° 21' 57" NB, 4° 53' 50" OL | 0363/WN0717 | Upload foto                                                                   |
| Bankgebouw in berlagiaanse stijl, in de geest van de Amsterdamse School-stijl     | 1926-1932                           | Berlage, H.P. en B.J.en W.B. Ouendag | Rembrandtplein 47, Utrechtsestraat, Herengracht 595, | 52° 21' 58" NB, 4° 53' 52" OL | 0363/WN0718 | Bankgebouw in berlagiaanse stijl, in de geest van de Amsterdamse School-stijl |
| Winkel-woonhuis                                                                   | 1870 / 1904                         | J. Duncker (1904)                    | Singel 426, Beulingsloot                             | 52° 22' 6" NB, 4° 53' 16" OL  | 0363/211041 | Upload foto                                                                   |
| Winkel, kantoor, magazijnen in Traditionalisme stijl                              | 1914-1915                           | Jacot, A.                            | Heiligeweg 49-51, Singel 445                         | 52° 22' 2" NB, 4° 53' 26" OL  | 0363/WN0796 | Upload foto                                                                   |
|                                                                                   |                                     |                                      | Singel 458                                           | 52° 22' 3" NB, 4° 53' 20" OL  | 0363/WN0797 | Upload foto                                                                   |
|                                                                                   |                                     |                                      | Singel 490                                           | 52° 22' 1" NB, 4° 53' 24" OL  | 0363/WN0798 | Upload foto                                                                   |
|                                                                                   |                                     |                                      | Singel 494                                           | 52° 22' 1" NB, 4° 53' 25" OL  | 0363/WN0799 | Upload foto                                                                   |
|                                                                                   |                                     |                                      | Staalkade 4                                          | 52° 22' 4" NB, 4° 53' 52" OL  | 0363/WN0820 | Upload foto                                                                   |
|                                                                                   |                                     |                                      | Utrechtsestraat 18                                   | 52° 21' 55" NB, 4° 53' 51" OL | 0363/WN0841 | Upload foto                                                                   |
|                                                                                   |                                     |                                      | Utrechtsestraat 20                                   | 52° 21' 53" NB, 4° 53' 52" OL | 0363/WN0842 | Upload foto                                                                   |
|                                                                                   |                                     |                                      | Utrechtsestraat 26                                   | 52° 21' 53" NB, 4° 53' 52" OL | 0363/WN0843 | Upload foto                                                                   |
| Winkel/woonhuis in Neorenaissance XIXB stijl                                      | Circa 1880                          |                                      | Utrechtsestraat 38                                   | 52° 21' 51" NB, 4° 53' 53" OL | 0363/WN0844 | Winkel/woonhuis in Neorenaissance XIXB stijl                                  |
| Gebouw in Neorenaissance XIXB stijl                                               | 1897                                | Moen, H.                             | Utrechtsestraat 45                                   | 52° 21' 52" NB, 4° 53' 54" OL | 0363/WN0845 | Upload foto                                                                   |
| Winkel-bewoning in sobere art-nouveaustijl                                        | 1897                                | Herman Hendrik Baanders              | Utrechtsestraat 51                                   | 52° 21' 51" NB, 4° 53' 54" OL | 0363/WN0846 | Upload foto                                                                   |
|                                                                                   |                                     |                                      | Utrechtsestraat 60                                   | 52° 21' 48" NB, 4° 53' 55" OL | 0363/WN0847 | Upload foto                                                                   |
|                                                                                   |                                     |                                      | Utrechtsestraat 76, Kerkstraat                       | 52° 21' 53" NB, 4° 53' 11" OL | 0363/WN0848 | Upload foto                                                                   |
| Winkel/bovenwoningen in eclecticisme-stijl                                        | Circa 1900                          |                                      | Utrechtsestraat 102, Prinsengracht                   | 52° 21' 44" NB, 4° 53' 55" OL | 0363/WN0849 | Upload foto                                                                   |
|                                                                                   |                                     |                                      | Vijzelstraat 1                                       | 52° 21' 60" NB, 4° 53' 36" OL | 0363/WN0859 |                                                                               |
| Restaurant                                                                        |                                     |                                      | Vijzelstraat 22-28, Herengracht 513-515              | 52° 21' 55" NB, 4° 53' 33" OL | 0363/WN0860 | Meer afbeeldingen                                                             |
|                                                                                   |                                     |                                      | Vijzelstraat 73                                      | 52° 21' 52" NB, 4° 53' 34" OL | 0363/WN0861 | Upload foto                                                                   |
|                                                                                   |                                     |                                      | Vijzelstraat 107                                     | 52° 21' 47" NB, 4° 53' 32" OL | 0363/WN0862 |                                                                               |
| Gebouw in neorenaissance XIXB-stijl                                               | 1894                                |                                      | Vijzelstraat 111, Kerkstraat                         | 52° 21' 47" NB, 4° 53' 33" OL | 0363/WN0863 | Upload foto                                                                   |

## Haarlemmerbuurt
De wijk Haarlemmerbuurt (buurtcombinatie A05) kent ongeveer 40 gemeentelijke monumenten:
| Object                                                                                       | Bouwjaar               | Architect                                 | Locatie                                                  | Coördinaten                   | Nr.         | Afbeelding                                                      |
| -------------------------------------------------------------------------------------------- | ---------------------- | ----------------------------------------- | -------------------------------------------------------- | ----------------------------- | ----------- | --------------------------------------------------------------- |
| Winkel-woonhuis                                                                              | 1887                   | J. Happé                                  | Binnen Brouwersstraat 36-38                              | 52° 22' 48" NB, 4° 53' 26" OL | 0363/210004 | Upload foto                                                     |
| Pakhuis                                                                                      | 1892-1895              | François Marie Joseph Caron               | Brouwersgracht 158-160                                   | 52° 22' 50" NB, 4° 53' 20" OL | 0363/211001 | Pakhuis                                                         |
| Woningen                                                                                     | ca. 1882               |                                           | Buiten Brouwersstraat 10                                 | 52° 22' 51" NB, 4° 53' 29" OL | 0363/211002 | Woningen                                                        |
| Woningen                                                                                     | 1860                   |                                           | Buiten Brouwersstraat 12                                 | 52° 22' 51" NB, 4° 53' 29" OL | 0363/211003 | Woningen                                                        |
| Havengebouw                                                                                  |                        |                                           | De Ruijterkade 7                                         | 52° 22' 55" NB, 4° 53' 44" OL | 0363/WN0085 | Havengebouw                                                     |
|                                                                                              |                        |                                           | Droogbak 7-8                                             | 52° 22' 48" NB, 4° 53' 38" OL | 0363/WN0097 |                                                                 |
|                                                                                              |                        |                                           | Grote Bickersstraat 15-17                                | 52° 23' 3" NB, 4° 53' 21" OL  | 0363/WN0162 | Upload foto                                                     |
|                                                                                              |                        |                                           | Grote Bickersstraat 48                                   | 52° 23' 7" NB, 4° 53' 21" OL  | 0363/WN0163 | Upload foto                                                     |
| winkelpand                                                                                   | 1904                   | François Marie Joseph Caron               | Haarlemmerdijk 37                                        | 52° 22' 55" NB, 4° 53' 17" OL | 0363/WN0164 | Meer afbeeldingen                                               |
| Woonhuis/winkel in art-nouveaustijl                                                          | Circa 1900             | François Marie Joseph Caron               | Haarlemmerdijk 39                                        | 52° 22' 55" NB, 4° 53' 17" OL | 0363/WN0165 | Meer afbeeldingen                                               |
| Woonhuis/winkel in traditioneel bouwen met sterke art-nouveau-invloed                        | 1900                   | François Marie Joseph Caron               | Haarlemmerdijk 43                                        | 52° 22' 55" NB, 4° 53' 17" OL | 0363/WN0166 | Meer afbeeldingen                                               |
| Woonhuis/winkel in traditioneel bouwen                                                       | 1938                   | Teunis Wilschut                           | Haarlemmerdijk 63                                        | 52° 22' 57" NB, 4° 53' 14" OL | WND/0363    | Woonhuis/winkel in traditioneel bouwen                          |
| Woonhuis/winkel in traditionele woningbouwstijl met art nouveau                              | 1911-1913              | Willem Richard Dammers                    | Haarlemmerdijk 128                                       | 52° 23' 1" NB, 4° 53' 9" OL   | 0363/WN0167 | Woonhuis/winkel in traditionele woningbouwstijl met art nouveau |
|                                                                                              |                        |                                           | Haarlemmerdijk 158                                       | 52° 23' 2" NB, 4° 53' 7" OL   | 0363/WN0168 |                                                                 |
|                                                                                              |                        |                                           | Haarlemmerdijk 161                                       | 52° 23' 0" NB, 4° 53' 5" OL   | 0363/WN0169 |                                                                 |
|                                                                                              |                        |                                           | Haarlemmer Houttuinen 51                                 | 52° 23' 1" NB, 4° 53' 13" OL  | 0363/WN0170 |                                                                 |
| Klooster in neorenaissance XIXB-stijl                                                        | 1891                   | Bleys,A.C.                                | Haarlemmer Houttuinen 53-55                              | 52° 22' 53" NB, 4° 53' 29" OL | 0363/WN0171 | Klooster in neorenaissance XIXB-stijl                           |
| Winkel/woonhuis                                                                              | 1920                   | Jan Kuijt                                 | Haarlemmerplein 1 Haarlemmerdijk 177-179                 | 52° 23' 3" NB, 4° 53' 3" OL   | 0363/WN0172 | Winkel/woonhuis                                                 |
| bankgebouw met woningen                                                                      | 1920                   | Dirk Nierop                               | Haarlemmerplein 4                                        | 52° 23' 4" NB, 4° 53' 4" OL   | 0363/WN0173 | bankgebouw met woningen                                         |
|                                                                                              |                        |                                           | Haarlemmerplein 29, Korte Marnixstraat                   | 52° 23' 3" NB, 4° 52' 58" OL  | 0363/WN0174 |                                                                 |
|                                                                                              |                        |                                           | Haarlemmerplein 31, Korte Marnixstraat 2                 | 52° 23' 4" NB, 4° 52' 58" OL  | 0363/WN0175 |                                                                 |
| Hulpwacht brandweer in neorenaissance XIXB-stijl                                             | 1897                   | Springer, W. ?                            | Haarlemmerplein 48                                       | 52° 23' 7" NB, 4° 52' 59" OL  | 0363/WN0176 | Hulpwacht brandweer in neorenaissance XIXB-stijl                |
| Woonhuis/winkel in eclecticisme-stijl                                                        | 1895                   | Emanuel Marcus Rood                       | Haarlemmerstraat 2, Singel                               | 52° 22' 46" NB, 4° 53' 39" OL | 0363/WN0177 | Meer afbeeldingen                                               |
| bakkerswinkel met bovenwoningen                                                              | 1896                   | Johannes Hendricus Lesmeister             | Haarlemmerstraat 4                                       | 52° 22' 46" NB, 4° 53' 39" OL | 0363/WN0178 | Meer afbeeldingen                                               |
| Woonhuis/winkel in traditioneel bouwen met eclectische invloeden en art-nouveau-detaillering | 1896                   | François Marie Joseph Caron               | Haarlemmerstraat 51                                      | 52° 22' 47" NB, 4° 53' 35" OL | 0363/WN0179 | Meer afbeeldingen                                               |
| Woonhuis/bedrijfsruimte in traditioneel bouwen stijl                                         | 1898                   | Adriaan Willem Weissman Piet Hein Niftrik | Haarlemmerstraat 60                                      | 52° 22' 49" NB, 4° 53' 33" OL | 0363/WN0180 | Meer afbeeldingen                                               |
| Magazijn Willem III                                                                          | 1880-1881 (verbouwing) | IJme Gerardus Bijvoets                    | Haarlemmerstraat 65-67 Binnen Wieringerstraat 2          | 52° 22' 48" NB, 4° 53' 33" OL | 0363/WN0181 | Meer afbeeldingen                                               |
| Woonhuis/horeca in eclecticisme met neorenaissance-detaillering                              | 1898                   | onbekend                                  | Haarlemmerstraat 77 Herenmarkt                           | 52° 22' 49" NB, 4° 53' 30" OL | 0363/WN0182 | Meer afbeeldingen                                               |
| Woonhuis/winkel in art-nouveaustijl                                                          | 1906                   | Jos Hegener                               | Haarlemmerstraat 83                                      | 52° 22' 49" NB, 4° 53' 29" OL | 0363/WN0183 | Meer afbeeldingen                                               |
| Winkel/woonhuis in traditioneel-bouwen-stijl met moderne pui                                 | 1900                   | Bert Johan Ouëndag Simson Vieyra          | Haarlemmerstraat 87                                      | 52° 22' 49" NB, 4° 53' 29" OL | 0363/WN0184 | Winkel/woonhuis in traditioneel-bouwen-stijl met moderne pui    |
| St. Antonia Meisjesschool                                                                    | 1893                   | François Marie Joseph Caron               | Haarlemmerstraat 132-136                                 | 52° 22' 52" NB, 4° 53' 24" OL | 0363/WN0185 | St. Antonia Meisjesschool                                       |
| woningen boven winkel                                                                        | 1954                   | Auke Komter                               | Haarlemmerstraat 141-179, Korte Prinsengracht 41-89, 93, | 52° 22' 52" NB, 4° 53' 23" OL | 0363/WN0339 | Meer afbeeldingen                                               |
| winkel/woonhuis                                                                              | 1939                   | SImon Switzar                             | Haarlemmerstraat 150, Korte Prinsengracht 25             | 52° 22' 53" NB, 4° 53' 22" OL | 0363/WN0186 | Meer afbeeldingen                                               |
|                                                                                              |                        |                                           | Hendrik Jonkerplein 2-3-4, Bickersgracht 2               | 52° 23' 2" NB, 4° 53' 19" OL  | 0363/WN0195 | Upload foto                                                     |
|                                                                                              |                        |                                           | Korte Prinsengracht 15-21                                | 52° 22' 54" NB, 4° 53' 23" OL | 0363/WN0336 |                                                                 |
|                                                                                              |                        |                                           | Korte Prinsengracht 38, Vinkenstraat                     | 52° 22' 52" NB, 4° 53' 19" OL | 0363/WN0338 |                                                                 |
|                                                                                              |                        |                                           | Korte Prinsengracht 101                                  | 52° 22' 51" NB, 4° 53' 20" OL | 0363/WN0340 | Upload foto                                                     |
| Schoolgebouw school no. 122                                                                  | 1916/1917              |                                           | Nieuwe Teertuinen 17, Sloterdijkstraat                   | 52° 23' 9" NB, 4° 53' 4" OL   | 0363/WN0506 | Schoolgebouw school no. 122                                     |
|                                                                                              |                        |                                           | Planciusstraat 3-17                                      | 52° 23' 14" NB, 4° 53' 5" OL  | 0363/WN0607 | Upload foto                                                     |
|                                                                                              |                        |                                           | Prinseneiland 2-4                                        | 52° 23' 8" NB, 4° 53' 16" OL  | 0363/WN0633 |                                                                 |
|                                                                                              |                        |                                           | Prinseneiland 29-31                                      | 52° 23' 11" NB, 4° 53' 16" OL | 0363/WN0634 | Upload foto                                                     |
|                                                                                              |                        |                                           | Prinseneiland 34                                         | 52° 23' 4" NB, 4° 53' 16" OL  | 0363/WN0635 | Upload foto                                                     |
|                                                                                              |                        |                                           | Prinseneiland 87, Galgenstraat                           | 52° 23' 8" NB, 4° 53' 12" OL  | 0363/WN0636 | Upload foto                                                     |
| Pakhuis in Pleistereclecticisme stijl                                                        | 1891 (?)               | Gendt, A.L. van ?                         | Prinseneiland 89                                         | 52° 23' 8" NB, 4° 53' 12" OL  | 0363/WN0637 | Upload foto                                                     |
|                                                                                              |                        |                                           | Prinseneiland 347-395                                    | 52° 23' 4" NB, 4° 53' 15" OL  | 0363/WN0638 | Upload foto                                                     |
| Woonhuis en pakhuis (?) in neorenaissancestijl                                               |                        |                                           | Vierwindenstraat 4                                       | 52° 23' 16" NB, 4° 53' 18" OL | 0363/WN0854 | Upload foto                                                     |
|                                                                                              |                        |                                           | Westerdoksdijk 1-11                                      | 52° 23' 1" NB, 4° 53' 34" OL  | 0363/WN0882 | Upload foto                                                     |
| Voormalig gebouw van Goedkoop                                                                | 1958-1960              | Frits Dekeukeleire                        | Westerdoksdijk 40                                        | 52° 23' 15" NB, 4° 53' 34" OL | 0363/WN0882 | Meer afbeeldingen                                               |
|                                                                                              |                        |                                           | Zeilmakersstraat 15-17, Keerpunt 2                       | 52° 23' 5" NB, 4° 53' 22" OL  | 0363/WN0942 | Upload foto                                                     |
|                                                                                              |                        |                                           | Zoutkeetsgracht 11, Planciusstraat 2                     | 52° 23' 16" NB, 4° 53' 8" OL  | 0363/WN0943 |                                                                 |

## Jordaan
De Jordaan, waarin ook de Rozengracht, het merendeel van de Marnixstraat, het noordelijk deel van de Leidsekade en het noordwestelijk deel van de Prinsengracht, kent meer dan 160 gemeentelijke monumenten, zie hiervoor de Lijst van gemeentelijke monumenten in de Jordaan.

## Nieuwmarkt/Lastage
De wijk Nieuwmarkt/Lastage (buurtcombinatie A04) kent 53 gemeentelijke monumenten:
| Object                                             | Bouwjaar                         | Architect                    | Locatie | Coördinaten                   | Nr.         | Afbeelding        |
| -------------------------------------------------- | -------------------------------- | ---------------------------- | --- | ----------------------------- | ----------- | ----------------- |
| Gebouw in neorenaissance XIXB-stijl                | 1884 (verb)                      | Gendt, A.L. van (verbouwing) | Binnenkant 19 | 52° 22' 25" NB, 4° 54' 15" OL | 0363/WN0032 | Upload foto       |
| Gebouw in neorenaissance XIXB-stijl                | 1884 (verb)                      | Gendt, A.L. van (verbouwing) | Binnenkant 20 | 52° 22' 25" NB, 4° 54' 15" OL | 0363/WN0033 | Upload foto       |
| Woonhuis in neorenaissance XIX-stijl               | 1886                             | Gendt, A.L. van              | Binnenkant 23 | 52° 22' 25" NB, 4° 54' 16" OL | 0363/WN0034 | Upload foto       |
|                                                    |                                  |                              | Binnenkant 34-35, Schippersstraat | 52° 22' 23" NB, 4° 54' 19" OL | 0363/WN0035 | Upload foto       |
|                                                    |                                  |                              | Binnenkant 38 | 52° 22' 23" NB, 4° 54' 20" OL | 0363/WN0036 | Upload foto       |
| Gebouw in eclecticisme-stijl                       |                                  | Greef, B. de                 | Binnenkant 39 | 52° 22' 23" NB, 4° 54' 20" OL | 0363/WN0037 | Upload foto       |
| Woonhuis                                           | Verbouwing 1885 (datum op gevel) | Moen, H. GPzn (verbouw)      | Binnenkant 49 | 52° 22' 22" NB, 4° 54' 22" OL | 0363/WN0038 | Upload foto       |
|                                                    |                                  |                              | Geldersekade 75 | 52° 22' 28" NB, 4° 54' 7" OL  | 0363/WN0148 | Upload foto       |
|                                                    |                                  |                              | Geldersekade 77 | 52° 22' 28" NB, 4° 54' 7" OL  | 0363/WN0149 | Upload foto       |
|                                                    |                                  |                              | Geldersekade 101-103 | 52° 22' 25" NB, 4° 54' 5" OL  | 0363/WN0150 |                   |
|                                                    |                                  |                              | Geldersekade 113-115 | 52° 22' 23" NB, 4° 54' 4" OL  | 0363/WN0151 | Upload foto       |
|                                                    |                                  |                              | 's-Gravelandse Veer 10, Groenburgwal | 52° 22' 10" NB, 4° 53' 55" OL | 0363/WN0767 |                   |
|                                                    |                                  |                              | 's-Gravenhekje 3 | 52° 22' 20" NB, 4° 54' 27" OL | 0363/WN0768 | Upload foto       |
|                                                    |                                  |                              | 's-Gravenhekje 4 | 52° 22' 20" NB, 4° 54' 27" OL | 0363/WN0769 | Upload foto       |
| School in traditionele baksteenarchitectuur        |                                  |                              | Groenburgwal 30 | 52° 22' 8" NB, 4° 53' 53" OL  | 0363/WN0160 | Upload foto       |
|                                                    |                                  |                              | Kloveniersburgwal 30, Bethaniestraat | 52° 22' 17" NB, 4° 53' 56" OL | 0363/WN0319 |                   |
| Hoekhuis in traditionele baksteenarchitectuu       | 1916                             | Croix, G.F. La               | Korte Dijkstraat 2, Krom Boomssloot | 52° 22' 14" NB, 4° 54' 7" OL  | 0363/WN0325 | Upload foto       |
|                                                    |                                  |                              | Korte Keizerstraat 9 | 52° 22' 16" NB, 4° 54' 11" OL | 0363/WN0326 | Upload foto       |
|                                                    |                                  |                              | Korte Koningsstraat 14 | 52° 22' 18" NB, 4° 54' 11" OL | 0363/WN0327 | Upload foto       |
|                                                    |                                  |                              | Krom Boomsloot 16 | 52° 22' 19" NB, 4° 54' 9" OL  | 0363/WN0344 | Upload foto       |
|                                                    |                                  |                              | Krom Boomssloot 1 | 52° 22' 20" NB, 4° 54' 10" OL | 0363/WN0345 | Upload foto       |
|                                                    |                                  |                              | Krom Boomssloot 22a, Keizersstraat | 52° 22' 18" NB, 4° 54' 6" OL  | 0363/WN0346 |                   |
|                                                    |                                  |                              | Kromme Waal 25 | 52° 22' 28" NB, 4° 54' 9" OL  | 0363/WN0347 | Upload foto       |
|                                                    |                                  |                              | Nieuwe Hoogstraat 2, Kloveniersburgwal 39 | 52° 22' 15" NB, 4° 53' 56" OL | 0363/WN0470 | Meer afbeeldingen |
|                                                    |                                  |                              | Nieuwe Hoogstraat 3 | 52° 22' 15" NB, 4° 53' 57" OL | 0363/WN0471 | Upload foto       |
|                                                    |                                  |                              | Nieuwe Hoogstraat 8 | 52° 22' 15" NB, 4° 53' 58" OL | 0363/WN0472 | Upload foto       |
|                                                    |                                  |                              | Nieuwe Uilenburgerstraat 2-68, Oostersekade 4-8                                                                                                  | 52° 22' 17" NB, 4° 54' 25" OL | 0363/WN0507 | Upload foto       |
| kantoor, opslag                                    | 1925/1926                        | Dienst der Publieke Werken   | Nieuwe Uilenburgerstraat 57-59 | 52° 22' 13" NB, 4° 54' 17" OL | 0363/WN0508 | Meer afbeeldingen |
| directeurswoning                                   | 1887                             | Constantijn Muysken          | Nieuwe Uilenburgerstraat 59-achter | 52° 22' 13" NB, 4° 54' 17" OL | 0363/WN0508 | directeurswoning  |
|                                                    |                                  |                              | Nieuwe Uilenburgerstraat 96, Nieuwe Batavierenstraat 2, Oudeschans                                                                               | 52° 22' 19" NB, 4° 54' 20" OL | 0363/WN0509 |                   |
| Voormalig badhuis                                  | 1923                             |                              | Nieuwe Uilenburgerstraat 112-116, Houtkopersburgwal                                                                                              | 52° 22' 11" NB, 4° 54' 11" OL | 0363/WN0510 | Voormalig badhuis |
|                                                    |                                  |                              | Nieuwmarkt 1, Koningsstraat | 52° 22' 22" NB, 4° 54' 4" OL  | 0363/WN0548 |                   |
|                                                    |                                  |                              | Oosterdokskade 3-5 | 52° 22' 35" NB, 4° 54' 19" OL | 0363/WN0559 | Upload foto       |
|                                                    | 1910                             | Willem Christiaan Geijs      | Oostersekade 1, Oudeschans | 52° 22' 18" NB, 4° 54' 23" OL | 0363/WN0560 | Meer afbeeldingen |
|                                                    | 1850                             |                              | Oudeschans 1 (middelste gebouw) | 52° 22' 18" NB, 4° 54' 23" OL | 0363/WN0571 |                   |
| woonhuis, kantoor                                  | 1975-1978                        | Herman Zeinstra              | Oudeschans 3 | 52° 22' 18" NB, 4° 54' 22" OL | 0363/       | Meer afbeeldingen |
|                                                    |                                  |                              | Oudeschans 4, Oude Waal 43 | 52° 22' 24" NB, 4° 54' 11" OL | 0363/WN0572 | Upload foto       |
|                                                    | 1878                             | Gebr. Meijer                 | Oudeschans 17 | 52° 22' 17" NB, 4° 54' 20" OL | 0363/WN0573 |                   |
| bedrijfsruimte en woningen                         | 1926                             | Jo Mulder                    | Oudeschans 17A-23B | 52° 22' 17" NB, 4° 54' 20" OL | 0363/WN0574 | Meer afbeeldingen |
| school                                             | 1893                             | Adriaan Willem Weissman      | Oudeschans 35 | 52° 22' 16" NB, 4° 54' 17" OL | 0363/WN0575 | Meer afbeeldingen |
|                                                    |                                  |                              | Oudeschans 62-64 | 52° 22' 16" NB, 4° 54' 11" OL | 0363/WN0576 | Upload foto       |
|                                                    |                                  |                              | Prins Hendrikkade 126 | 52° 22' 27" NB, 4° 54' 18" OL | 0363/WN0631 | Upload foto       |
|                                                    |                                  |                              | Prins Hendrikkade 149 | 52° 22' 23" NB, 4° 54' 25" OL | 0363/WN0632 | Upload foto       |
| Kikkerbilssluis                                    | 1939/1940                        | Piet Kramer                  | Prins Hendrikkade Oude Schans | 52° 22' 22" NB, 4° 54' 28" OL | 0363/WN0632 | Upload foto       |
|                                                    |                                  |                              | Rapenburg 14-18, Peperstraat 10 | 52° 22' 18" NB, 4° 54' 28" OL | 0363/WN0699 | Upload foto       |
|                                                    |                                  |                              | Rapenburg 20, 24, Peperstraat 23-25 | 52° 22' 18" NB, 4° 54' 28" OL | 0363/WN0700 | Upload foto       |
|                                                    |                                  |                              | Rapenburg 44 | 52° 22' 17" NB, 4° 54' 30" OL | 0363/WN0701 | Upload foto       |
|                                                    |                                  |                              | Rapenburg 51 | 52° 22' 17" NB, 4° 54' 32" OL | 0363/WN0702 | Upload foto       |
|                                                    |                                  |                              | Rapenburg 101-103 | 52° 22' 14" NB, 4° 54' 37" OL | 0363/WN0703 | Upload foto       |
| Ned.Israel.Armenbewaarschool in eclecticisme-stijl | 1862                             | Offenberg, W.J.J.            | Rapenburgerstraat 105 | 52° 22' 8" NB, 4° 54' 27" OL  | 0363/WN0704 | Upload foto       |
| horeca en bewoning                                 | 1909                             | Jac. Bos                     | Rapenburgerplein 1, Foeliedwarsstraat | 52° 22' 15" NB, 4° 54' 38" OL | 0363/WN0705 | Meer afbeeldingen |
|                                                    |                                  |                              | Schippersgracht 5 | 52° 22' 15" NB, 4° 54' 43" OL | 0363/WN0765 | Upload foto       |
|                                                    |                                  |                              | Schippersgracht 11 | 52° 22' 14" NB, 4° 54' 42" OL | 0363/WN0766 | Upload foto       |
| Appartementencomplex; Pentagon                     | 1974-1983                        | Theo Bosch Aldo van Eyck     | Moddermolenstraat 1, Pentagon 1 t/m 87, Raamgracht 39 t/m 45, Sint Antoniesbreestraat 134, 136, 140, 142, Zuiderkerkhof 1 t/m 7, Zwanenburgwal 2 | 52° 22' 11" NB, 4° 54' 2" OL  | 0363/       | Meer afbeeldingen |
| Winkel-woonhuis                                    | 17de eeuw, herbouwd 1967         |                              | Staalstraat 18-20 | 52° 22' 6" NB, 4° 53' 51" OL  | 0363/200346 | Winkel-woonhuis   |
| Winkel-woonhuis                                    | 1877                             | Jan Wilhelm Meijer           | Valkenburgerstraat 202-210 | 52° 22' 9" NB, 4° 54' 19" OL  | 0363/200613 | Meer afbeeldingen |
|                                                    |                                  |                              | Waterlooplein 1-9 | 52° 22' 8" NB, 4° 54' 5" OL   | 0363/WN0880 |                   |
|                                                    |                                  |                              | Waterlooplein 103-105, Nieuwe Amstelstraat 32 | 52° 22' 2" NB, 4° 54' 11" OL  | 0363/WN0880 | Upload foto       |
|                                                    |                                  |                              | Zandstraat 4 | 52° 22' 13" NB, 4° 53' 55" OL | 0363/WN0940 | Upload foto       |

### Oosterdokseiland
Het Oosterdokseiland (buurtnummer A04a):
| Object | Bouwjaar | Architect | Locatie                | Coördinaten                   | Nr.         | Afbeelding  |
| ------ | -------- | --------- | ---------------------- | ----------------------------- | ----------- | ----------- |
|        |          |           | De Ruijterkade 125-126 | 52° 22' 38" NB, 4° 54' 34" OL | 0363/WN0088 | Upload foto |
|        |          |           | De Ruijterkade 139     | 52° 22' 53" NB, 4° 53' 49" OL | 0363/WN0089 |             |
|        |          |           | De Ruijterkade 140     | 52° 22' 38" NB, 4° 54' 35" OL | 0363/WN0090 |             |

## Oostelijke Eilanden/Kadijken
De wijk Oostelijke Eilanden en Kadijken (buurtcombinatie A09) kent ruim 30 gemeentelijke monumenten in de volgende buurten/eilanden:

### Kattenburg
De buurt Kattenburg (buurtnummer A09a-b):
| Object                     | Bouwjaar | Architect | Locatie                                    | Coördinaten                   | Nr.            | Afbeelding                 |
| -------------------------- | -------- | --------- | ------------------------------------------ | ----------------------------- | -------------- | -------------------------- |
|                            |          |           | Kattenburgergracht 19                      | 52° 22' 14" NB, 4° 55' 1" OL  | 0363/WN0263    |                            |
|                            |          |           | Kattenburgergracht 21-23                   | 52° 22' 14" NB, 4° 55' 1" OL  | 0363/WN0264    |                            |
|                            |          |           | Kattenburgerplein 38, Kattenburgergracht 1 | 52° 22' 15" NB, 4° 54' 59" OL | 0363/WN0265    |                            |
| Muur van de vm. Marinewerf |          |           | Kattenburgerstraat                         | 52° 22' 24" NB, 4° 55' 9" OL  | 0363/WN0200977 | Muur van de vm. Marinewerf |

### Wittenburg
De buurt Wittenburg (A09c):
| Object                                                      | Bouwjaar | Architect                       | Locatie                           | Coördinaten                   | Nr.         | Afbeelding                                                  |
| ----------------------------------------------------------- | -------- | ------------------------------- | --------------------------------- | ----------------------------- | ----------- | ----------------------------------------------------------- |
|                                                             |          |                                 | Derde Wittenburgerdwarsstraat 1-3 | 52° 22' 25" NB, 4° 55' 24" OL | 0363/WN0096 | Upload foto                                                 |
| Koninklijke Noord- en Zuid-Hollandsche Redding-Maatschappij | 1896     | Christiaan Posthumus Meyjes sr. | Windroosplein 73                  | 52° 22' 24" NB, 4° 55' 27" OL | 0363/WN0935 | Koninklijke Noord- en Zuid-Hollandsche Redding-Maatschappij |
|                                                             |          |                                 | Windroosplein 75-77               | 52° 22' 25" NB, 4° 55' 28" OL | 0363/WN0936 |                                                             |
|                                                             |          |                                 | Wittenburgergracht 77-95          | 52° 22' 13" NB, 4° 55' 5" OL  | 0363/WN0937 |                                                             |

### Oostenburg
De buurt Oostenburg (A09d):
| Object                                                | Bouwjaar | Architect      | Locatie                                                   | Coördinaten                   | Nr.         | Afbeelding                                         |
| ----------------------------------------------------- | -------- | -------------- | --------------------------------------------------------- | ----------------------------- | ----------- | -------------------------------------------------- |
| Nieuwe Oostenburgerdwarsstraat                        | 1874     | Dolf van Gendt | Nieuwe Oostenburgerdwarsstraat 1-11                       | 52° 22' 14" NB, 4° 55' 27" OL | 0363/206017 | Nieuwe Oostenburgerdwarsstraat                     |
| Nieuwe Oostenburgerstraat 3-19                        | 1874     | Dolf van Gendt | Nieuwe Oostenburgerstraat 3-19                            | 52° 22' 12" NB, 4° 55' 23" OL | 0363/206018 | Meer afbeeldingen                                  |
| Nieuwe Oostenburgerstraat 4-20                        | 1874     | Dolf van Gendt | Nieuwe Oostenburgerstraat 4-20                            | 52° 22' 12" NB, 4° 55' 23" OL | 0363/206019 | Meer afbeeldingen                                  |
| Oostenburgergracht 15-17 (St Willibrordusschool)      | 1921     |                | Oostenburgergracht 15-17                                  | 52° 22' 9" NB, 4° 55' 17" OL  | 0363/206026 | Oostenburgergracht 15-17(St Willibrordusschool)    |
| Oostenburgergracht 73                                 |          |                | Oostenburgergracht 73, Compagniestraat                    | 52° 22' 9" NB, 4° 55' 27" OL  | 0363/206054 | Oostenburgergracht 73                              |
| Ontspanningsgebouw Werkspoor                          | 1952     | Duintjer       | Oostenburgergracht 75                                     | 52° 22' 5" NB, 4° 55' 27" OL  | 0363/206055 | Meer afbeeldingen                                  |
| Oostenburgervoorstraat 59-61                          |          |                | Oostenburgervoorstraat 59-61                              | 52° 22' 11" NB, 4° 55' 25" OL | 0363/206027 | Oostenburgervoorstraat 59-61                       |
| Oostenburgervoorstraat 79                             | 1874     |                | Oostenburgervoorstraat 79, Nieuwe Oostenburgerdwarsstraat | 52° 22' 13" NB, 4° 55' 27" OL | 0363/206028 | Upload foto                                        |
| Werkspoorbrug (brug 2103)                             | 1896     |                | Oostenburgermiddenstraat                                  | 52° 22' 13" NB, 4° 55' 30" OL | 0363/200544 | Meer afbeeldingen                                  |
| Koudgasgebouw VOC-kade 26 Jacob Bontiusplaats 1 Roest | 1897     | Dolf van Gendt | VOC-kade 26 (oudː Jacob Bontiusplaats 1)                  | 52° 22' 19" NB, 4° 55' 36" OL | 0363/200512 | KoudgasgebouwVOC-kade 26Jacob Bontiusplaats 1Roest |

### Czaar Peterbuurt
De Czaar Peterbuurt (A09e-f):
| Object                                | Bouwjaar | Architect | Locatie                                                              | Coördinaten                   | Nr.         | Afbeelding                            |
| ------------------------------------- | -------- | --------- | -------------------------------------------------------------------- | ----------------------------- | ----------- | ------------------------------------- |
| De Engel                              |          |           | Blankenstraat 2, Tweede Coehoornstraat                               | 52° 22' 6" NB, 4° 55' 40" OL  | 0363/WN0039 | De Engel                              |
| Woonblok                              |          |           | Blankenstraat 10-104, Tweede Coehoornstraat, Cruquiusstraat          | 52° 22' 8" NB, 4° 55' 42" OL  | 0363/WN0040 | Upload foto                           |
| Woonblok                              |          |           | Blankenstraat 168-246, Eerste Leeghwaterstraat                       | 52° 22' 11" NB, 4° 55' 47" OL | 0363/WN0041 | Upload foto                           |
|                                       |          |           | Conradstraat 4-8, Eerste Coehornstraat, Czaar Peterstraat            | 52° 22' 11" NB, 4° 55' 43" OL | 0363/WN0065 | Upload foto                           |
| Schoolgebouw (voormalig)              |          |           | Eerste Leeghwaterstraat 9-11/, Tweede Leeghwaterstraat 20/22         | 52° 22' 13" NB, 4° 55' 51" OL | 0363/WN0099 | Schoolgebouw (voormalig)              |
| Woonblok                              |          |           | Kraijenhoffstraat 1-95, Tweede Coehornstraat, Cruquiusstraat         | 52° 22' 8" NB, 4° 55' 42" OL  | 0363/WN0341 | Upload foto                           |
| Schoolgebouw (voormalig)              |          |           | Kraijenhoffstraat 32-34                                              | 52° 22' 10" NB, 4° 55' 48" OL | 0363/WN0342 | Schoolgebouw (voormalig)              |
| Woonblok                              |          |           | Kraijenhoffstraat 155-233, Eerste Leeghwaterstraat                   | 52° 22' 11" NB, 4° 55' 47" OL | 0363/WN0343 | Woonblok                              |
| Woonblok                              |          |           | Lijndenstraat 23-25, Conradstraat 142-158, Czaar Peterstraat 173-189 | 52° 22' 16" NB, 4° 55' 52" OL | 0363/WN0418 | Woonblok                              |
| Tramremise                            |          |           | Tweede Leeghwaterstraat 5                                            | 52° 22' 13" NB, 4° 55' 50" OL | 0363/WN0832 | Upload foto                           |
| Woon-, werkcentrum, voormalige school | 1885     |           | Tweede Leeghwaterstraat 7-9                                          | 52° 22' 13" NB, 4° 55' 51" OL | 0363/WN0833 | Woon-, werkcentrum, voormalige school |

### Kadijken
De buurt Kadijken (A09g):
| Object                       | Bouwjaar    | Architect       | Locatie                                            | Coördinaten                   | Nr.         | Afbeelding        |
| ---------------------------- | ----------- | --------------- | -------------------------------------------------- | ----------------------------- | ----------- | ----------------- |
| Woonhuis                     | ±1725, 1893 |                 | Hoogte Kadijk 9                                    | 52° 22' 13" NB, 4° 54' 46" OL | 0363/200499 | Upload foto       |
| Woonhuis                     |             |                 | Hoogte Kadijk 147A-149                             | 52° 22' 4" NB, 4° 55' 11" OL  | 0363/200623 | Upload foto       |
| Woonhuis                     | 1875        | P.J.A. Gabriël  | Hoogte Kadijk 155                                  | 52° 22' 4" NB, 4° 55' 12" OL  | 0363/202057 | Upload foto       |
| Woonhuis                     | 1875        | P.J.A. Gabriël  | Hoogte Kadijk 157-163                              | 52° 22' 7" NB, 4° 55' 3" OL   | 0363/202062 | Upload foto       |
| Koffiehuis van den Volksbond | 1896        | Publieke Werken | Kadijksplein 4                                     | 52° 22' 12" NB, 4° 54' 43" OL | 0363/202059 | Meer afbeeldingen |
| Zeemanshuis                  | 1856        | A.N. Godefroy   | Kadijksplein 17-18, Nieuwevaart 2-3, Hoogte Kadijk | 52° 22' 13" NB, 4° 54' 46" OL | 0363/202016 | Meer afbeeldingen |

### Dijksgracht
De straat Dijksgracht.
| Object                                            | Bouwjaar | Architect                  | Locatie       | Coördinaten                   | Nr.   | Afbeelding        |
| ------------------------------------------------- | -------- | -------------------------- | ------------- | ----------------------------- | ----- | ----------------- |
| Voormalige sluisdeurenloods uit periode 1811-1893 | 1959     | Dienst der Publieke Werken | Dijksgracht 6 | 52° 22' 36" NB, 4° 54' 47" OL | 0363/ | Meer afbeeldingen |

## Sarphatistraat
4 gemeentelijke monumenten:
| Object                              | Bouwjaar                     | Architect              | Locatie                                                       | Coördinaten                   | Nr.         | Afbeelding                          |
| ----------------------------------- | ---------------------------- | ---------------------- | ------------------------------------------------------------- | ----------------------------- | ----------- | ----------------------------------- |
| woning in neoclassicismestijl       | 1873 (tekening) 1878 (gevel) | Johan Heinrich Schmitz | Sarphatistraat 66                                             | 52° 21' 40" NB, 4° 54' 33" OL | 0363/WN0760 | Meer afbeeldingen                   |
| Woning in neorenaissance XIXB-stijl | 1873                         | IJme Gerardus Bijvoets | Sarphatistraat 68                                             | 52° 21' 41" NB, 4° 54' 33" OL | 0363/WN0761 | Upload foto                         |
| Woning in neorenaissance XIXB-stijl | 1873                         | IJme Gerardus Bijvoets | Sarphatistraat 78                                             | 52° 21' 41" NB, 4° 54' 36" OL | 0363/WN0762 | Woning in neorenaissance XIXB-stijl |
|                                     |                              |                        | Sarphatistraat 474-498, Alexanderplein 2-6, Alexanderkade 1-6 | 52° 21' 47" NB, 4° 55' 9" OL  | 0363/WN0764 | Meer afbeeldingen                   |

## Weesperbuurt/Plantage
De wijk Weesperbuurt/Plantage kent 63 gemeentelijke monumenten:
| Object | Bouwjaar  | Architect                                  | Locatie                            | Coördinaten                   | Nr.         | Afbeelding |
| ------ | --------- | ------------------------------------------ | ---------------------------------- | ----------------------------- | ----------- | ---------- |
|        |           |                                            | Louise Wentstraat 4, Kazernestraat | 52° 21' 52" NB, 4° 55' 16" OL | 0363/WN0434 |            |
|        | 1954-1956 | Johannes Anthonie Landman Bart van Kasteel | Amstel 135-141 Korte Amstelstraat  | 52° 21' 43" NB, 4° 54' 15" OL | 0363/WN0434 |            |

### Plantage
De Plantagebuurt:
| Object                                                          | Bouwjaar               | Architect                           | Locatie                                          | Coördinaten                   | Nr.         | Afbeelding                                         |
| --------------------------------------------------------------- | ---------------------- | ----------------------------------- | ------------------------------------------------ | ----------------------------- | ----------- | -------------------------------------------------- |
| woonhuis                                                        | 1930                   | Jacobus Baars                       | Henri Polaklaan 11B                              | 52° 22' 4" NB, 4° 54' 41" OL  | 0363/WN0196 | woonhuis                                           |
|                                                                 |                        |                                     | Henri Polaklaan 21-23                            | 52° 22' 3" NB, 4° 54' 43" OL  | 0363/WN0197 |                                                    |
| Herenhuis met kantoor in neorenaissance XIXB-stijl              | 1883                   | Ingenohl, J.                        | Henri Polaklaan 25                               | 52° 22' 3" NB, 4° 54' 43" OL  | 0363/WN0198 | Meer afbeeldingen                                  |
|                                                                 |                        |                                     | Henri Polaklaan 30-32                            | 52° 22' 3" NB, 4° 54' 42" OL  | 0363/WN0199 | Upload foto                                        |
|                                                                 |                        |                                     | Henri Polaklaan 36-38                            | 52° 22' 2" NB, 4° 54' 43" OL  | 0363/WN0200 | Upload foto                                        |
|                                                                 |                        |                                     | Plantage Doklaan 14-16                           | 52° 22' 6" NB, 4° 54' 43" OL  | 0363/WN0608 | Upload foto                                        |
|                                                                 | 1921                   | Kint, Th                            | Plantage Kerklaan 37                             | 52° 22' 1" NB, 4° 54' 43" OL  | 0363/WN0609 | Meer afbeeldingen                                  |
| Kantoor en woning in berlagiaanse stijl                         | 1914 (vergunning:1912) | Jan Frederik Staal                  | Henri Polaklaan 42, Plantage Kerklaan 49A        | 52° 22' 2" NB, 4° 54' 44" OL  | 0363/WN0610 | Kantoor en woning in berlagiaanse stijl            |
|                                                                 | 1881                   | Meijer, J.W.                        | Plantage Kerklaan 51-53                          | 52° 22' 2" NB, 4° 54' 44" OL  | 0363/WN0610 | Meer afbeeldingen                                  |
|                                                                 | 1886                   | Gerrit Willem Vixseboxse            | Plantage Kerklaan 57-59                          | 52° 22' 3" NB, 4° 54' 46" OL  | 0363/WN0611 | Meer afbeeldingen                                  |
| Desmet                                                          | 1927 (grotendeel)      | Jan Boterenbrood Jan Frederik Staal | Plantage Middenlaan 4a                           | 52° 22' 1" NB, 4° 54' 35" OL  | 0363/WN0612 | Desmet                                             |
|                                                                 | 1867                   | Georgius Breuker                    | Plantage Middenlaan 10-12                        | 52° 21' 59" NB, 4° 54' 42" OL | 0363/WN0613 |                                                    |
|                                                                 | 1863                   | H.B. Lomans                         | Plantage Middenlaan 11-15                        | 52° 22' 2" NB, 4° 54' 36" OL  | 0363/WN0614 |                                                    |
|                                                                 |                        |                                     | Plantage Middenlaan 17                           | 52° 22' 2" NB, 4° 54' 37" OL  | 0363/WN0615 |                                                    |
|                                                                 |                        |                                     | Plantage Middenlaan 19                           | 52° 22' 1" NB, 4° 54' 38" OL  | 0363/WN0616 |                                                    |
|                                                                 |                        | Isaac Gosschalk deels of geheel     | Plantage Middenlaan 20                           | 52° 21' 60" NB, 4° 54' 39" OL | 0363/WN0617 |                                                    |
|                                                                 |                        | Isaac Gosschalk                     | Plantage Middenlaan 20 AB                        | 52° 21' 59" NB, 4° 54' 42" OL | 0363/WN0617 |                                                    |
|                                                                 |                        |                                     | Plantage Middenlaan 21                           | 52° 22' 1" NB, 4° 54' 38" OL  | 0363/WN0618 |                                                    |
|                                                                 |                        |                                     | Plantage Middenlaan 32                           | 52° 21' 59" NB, 4° 54' 43" OL | 0363/WN0619 |                                                    |
|                                                                 |                        |                                     | Plantage Middenlaan 40                           | 52° 21' 58" NB, 4° 54' 45" OL | 0363/WN0620 | Upload foto                                        |
| Dubbel herenhuis                                                | 1875                   | Jean Servais                        | Plantage Middenlaan 48                           | 52° 21' 57" NB, 4° 54' 47" OL | 0363/200087 | Meer afbeeldingen                                  |
| Woonhuis in neorenaissance XIXB-stijl                           | 1893                   | Breman, E.                          | Plantage Middenlaan 58                           | 52° 21' 53" NB, 4° 54' 57" OL | 0363/WN0621 | Upload foto                                        |
| Woonhuis in traditioneel bouwen met neorenaissance-detaillering | 1882                   |                                     | Plantage Middenlaan 72, Plantage Badlaan 26      | 52° 21' 52" NB, 4° 55' 2" OL  | 0363/WN0622 | Upload foto                                        |
| Woonhuis in eclecticisme-stijl                                  | 1883-1884              | Langhout, G.                        | Plantage Middenlaan 74                           | 52° 21' 52" NB, 4° 55' 2" OL  | 0363/WN0623 | Upload foto                                        |
| Woonhuis in neorenaissance XIXB-stijl                           | 1879                   | Gosschalk, I.                       | Plantage Middenlaan 78                           | 52° 21' 51" NB, 4° 55' 3" OL  | 0363/WN0624 | Upload foto                                        |
|                                                                 |                        |                                     | Plantage Middenlaan 82-88, Plantage Muidergracht | 52° 21' 52" NB, 4° 54' 50" OL | 0363/WN0625 | Meer afbeeldingen                                  |
| Kweekschool voor Machinisten in eclecticisme-stijl              | 1887                   | Salm, A.                            | Plantage Muidergracht 14                         | 52° 21' 53" NB, 4° 54' 47" OL | 0363/WN0626 | Kweekschool voor Machinisten in eclecticisme-stijl |
|                                                                 |                        |                                     | Plantage Muidergracht 16                         | 52° 21' 53" NB, 4° 54' 48" OL | 0363/WN0627 | Upload foto                                        |
|                                                                 |                        |                                     | Plantage Muidergracht 31-35                      | 52° 21' 57" NB, 4° 54' 35" OL | 0363/WN0628 | Upload foto                                        |
|                                                                 |                        |                                     | Plantage Muidergracht 161                        | 52° 21' 50" NB, 4° 55' 4" OL  | 0363/WN0629 | Meer afbeeldingen                                  |
| Toegang Wertheimpark                                            | circa 1853 1982        |                                     | Wertheimpark                                     | 52° 22' 3" NB, 4° 54' 33" OL  | 0363/200367 | Meer afbeeldingen                                  |

### Weesperbuurt
De Weesperbuurt en het Roeterseiland:
| Object                                                      | Bouwjaar                 | Architect                                | Locatie                                                                     | Coördinaten                   | Nr.         | Afbeelding                                                  |
| ----------------------------------------------------------- | ------------------------ | ---------------------------------------- | --------------------------------------------------------------------------- | ----------------------------- | ----------- | ----------------------------------------------------------- |
|                                                             |                          |                                          | Amstel 161-163                                                              | 52° 21' 40" NB, 4° 54' 16" OL | 0363/WN0008 |                                                             |
|                                                             |                          |                                          | Hortusplantsoen 1-2-3                                                       | 52° 21' 58" NB, 4° 54' 20" OL | 0363/WN0243 | Upload foto                                                 |
|                                                             |                          |                                          | Nieuwe Achtergracht 29-31                                                   | 52° 21' 43" NB, 4° 54' 20" OL | 0363/WN0462 |                                                             |
| GGD in verstrakte Amsterdamse School-stijl                  | 1922                     |                                          | Nieuwe Achtergracht 100                                                     | 52° 21' 45" NB, 4° 54' 30" OL | 0363/WN0463 | Meer afbeeldingen                                           |
| Woningen in neorenaissance XIXB-stijl                       | 1890                     |                                          | Roeterstraat 10B-18A, Nieuwe Achtergracht 117, Korte Lepelstraat 90-92      | 52° 21' 48" NB, 4° 54' 37" OL | 0363/WN0464 | Upload foto                                                 |
|                                                             |                          |                                          | Nieuwe Herengracht 21                                                       | 52° 21' 58" NB, 4° 54' 10" OL | 0363/WN0467 | Upload foto                                                 |
|                                                             |                          |                                          | Nieuwe Herengracht 37                                                       | 52° 21' 59" NB, 4° 54' 12" OL | 0363/WN0468 | Upload foto                                                 |
|                                                             |                          |                                          | Nieuwe Herengracht 43                                                       | 52° 21' 59" NB, 4° 54' 13" OL | 0363/WN0469 | Upload foto                                                 |
|                                                             |                          |                                          | Nieuwe Keizersgracht 33                                                     | 52° 21' 56" NB, 4° 54' 23" OL | 0363/WN0473 |                                                             |
|                                                             |                          |                                          | Nieuwe Kerkstraat 10-14                                                     | 52° 21' 50" NB, 4° 54' 13" OL | 0363/WN0474 |                                                             |
|                                                             |                          |                                          | Nieuwe Kerkstraat 112-116                                                   | 52° 21' 52" NB, 4° 54' 26" OL | 0363/WN0475 |                                                             |
| Volksmuziekschool in traditioneel-bouwen-stijl              |                          |                                          | Nieuwe Kerkstraat 122, Manegestraat                                         | 52° 21' 52" NB, 4° 54' 27" OL | 0363/WN0476 | Upload foto                                                 |
| Gebouw in traditioneel-bouwen-stijl                         | 4e kwart van de 19e eeuw | Greef, B. de                             | Nieuwe Kerkstraat 124                                                       | 52° 21' 52" NB, 4° 54' 28" OL | 0363/WN0477 | Upload foto                                                 |
| Kweekschool in eclecticisme-stijl                           | 1878                     | Greef, B. de                             | Nieuwe Kerkstraat 126                                                       | 52° 21' 52" NB, 4° 54' 29" OL | 0363/WN0478 | Upload foto                                                 |
|                                                             |                          |                                          | Nieuwe Prinsengracht 2-6, Amstel 105                                        | 52° 21' 46" NB, 4° 54' 14" OL | 0363/WN0487 |                                                             |
|                                                             |                          |                                          | Nieuwe Prinsengracht 8-28, Onbekendegracht 1-5, Lepelstraat                 | 52° 21' 45" NB, 4° 54' 18" OL | 0363/WN0488 | Upload foto                                                 |
|                                                             |                          |                                          | Nieuwe Prinsengracht 46-58                                                  | 52° 21' 48" NB, 4° 54' 19" OL | 0363/WN0489 | Upload foto                                                 |
| winkel/woonhuis                                             | 1890                     | Cornelis Antonius Bombach (vermoedelijk) | Nieuwe Prinsengracht 64                                                     | 52° 21' 48" NB, 4° 54' 31" OL | 0363/WN0490 | Meer afbeeldingen                                           |
|                                                             |                          |                                          | Nieuwe Prinsengracht 66-78                                                  | 52° 21' 49" NB, 4° 54' 22" OL | 0363/WN0491 | Upload foto                                                 |
|                                                             |                          |                                          | Nieuwe Prinsengracht 80-84                                                  | 52° 21' 50" NB, 4° 54' 33" OL | 0363/WN0492 | Upload foto                                                 |
|                                                             |                          |                                          | Nieuwe Prinsengracht 86-94                                                  | 52° 21' 50" NB, 4° 54' 34" OL | 0363/WN0493 | Upload foto                                                 |
| Kweekschool voor onderwijzers en onderwijzeressen           |                          |                                          | Nieuwe Prinsengracht 89                                                     | 52° 21' 51" NB, 4° 54' 29" OL | 0363/WN0494 | Kweekschool voor onderwijzers en onderwijzeressen           |
|                                                             |                          |                                          | Nieuwe Prinsengracht 91                                                     | 52° 21' 50" NB, 4° 54' 31" OL | 0363/WN0495 |                                                             |
|                                                             |                          |                                          | Nieuwe Prinsengracht 96-100                                                 | 52° 21' 50" NB, 4° 54' 35" OL | 0363/WN0496 |                                                             |
|                                                             |                          |                                          | Nieuwe Prinsengracht 102-114                                                | 52° 21' 50" NB, 4° 54' 36" OL | 0363/WN0497 | Upload foto                                                 |
| Geologisch Instituut in Verstrakte Amsterdamse School stijl | 1930                     |                                          | Nieuwe Prinsengracht 130                                                    | 52° 21' 51" NB, 4° 54' 38" OL | 0363/WN0498 | Geologisch Instituut in Verstrakte Amsterdamse School stijl |
| Ben Polakbrug (brug 258)                                    | 1924                     | van bureau Piet Kramer                   | Roetersstraat over Nieuwe Prinsengracht                                     | 52° 21' 52" NB, 4° 54' 39" OL | 0363/200863 | Meer afbeeldingen                                           |
| Lau Mazirelbrug (brug 259) in Amsterdamse School-stijl      | 1880-1924                | Jo van der Mey Piet Kramer               | Roetersstraat over Nieuwe Keizersgracht                                     | 52° 21' 55" NB, 4° 54' 38" OL | 0363/200864 | Lau Mazirelbrug (brug 259) in Amsterdamse School-stijl      |
| Halverstadbrug (brug 260)                                   | 1889/1915                | Wichert Arend de Graaf                   | Roetersstraat over Nieuwe Keizersgracht                                     | 52° 21' 47" NB, 4° 54' 38" OL | 0363/200865 | Halverstadbrug (brug 260)                                   |
|                                                             |                          |                                          | Roetersstraat 2A-10A, Nieuwe Prinsengracht 116-124, Korte Lepelstraat 91-97 | 52° 21' 49" NB, 4° 54' 37" OL | 0363/WN0719 | Upload foto                                                 |
|                                                             |                          |                                          | Roetersstraat 170-172                                                       | 52° 21' 45" NB, 4° 54' 39" OL | 0363/WN0720 | Upload foto                                                 |
|                                                             |                          |                                          | Sarphatistraat 22                                                           | 52° 21' 38" NB, 4° 54' 21" OL | 0363/WN0757 |                                                             |
| Woonhuis in Traditioneel bouwen stijl                       | Circa 1875               | Schmitz, J.H.                            | Sarphatistraat 25                                                           | 52° 21' 39" NB, 4° 54' 18" OL | 0363/WN0758 | Upload foto                                                 |
| Bankgebouw                                                  | 1928                     | Christiaan Posthumus Meyjes jr.          | Sarphatistraat 47-55                                                        | 52° 21' 39" NB, 4° 54' 22" OL | 0363/WN0759 | Meer afbeeldingen                                           |
|                                                             |                          |                                          | Sarphatistraat 163-213, Valckenierstraat 66, Pancrasstraat                  | 52° 21' 45" NB, 4° 54' 48" OL | 0363/WN0763 | Upload foto                                                 |
| school                                                      | 1900                     | Dienst der Publieke Werken               | Voormalige Stadstimmertuin 1                                                | 52° 21' 41" NB, 4° 54' 18" OL | 0363/WN0866 | school                                                      |
| Weesperflat                                                 |                          |                                          | Weesperstraat 5-59, Nieuwe Keizersgracht                                    | 52° 21' 54" NB, 4° 54' 13" OL | 0363/206043 | Weesperflat                                                 |